# Wasserturm

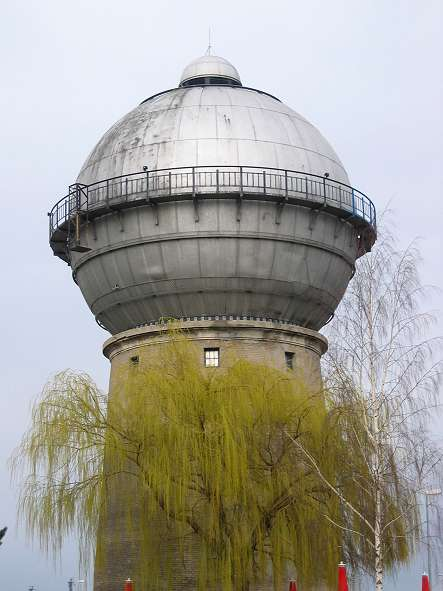
Wasserturm der Bahn in Kornwestheim von 1914

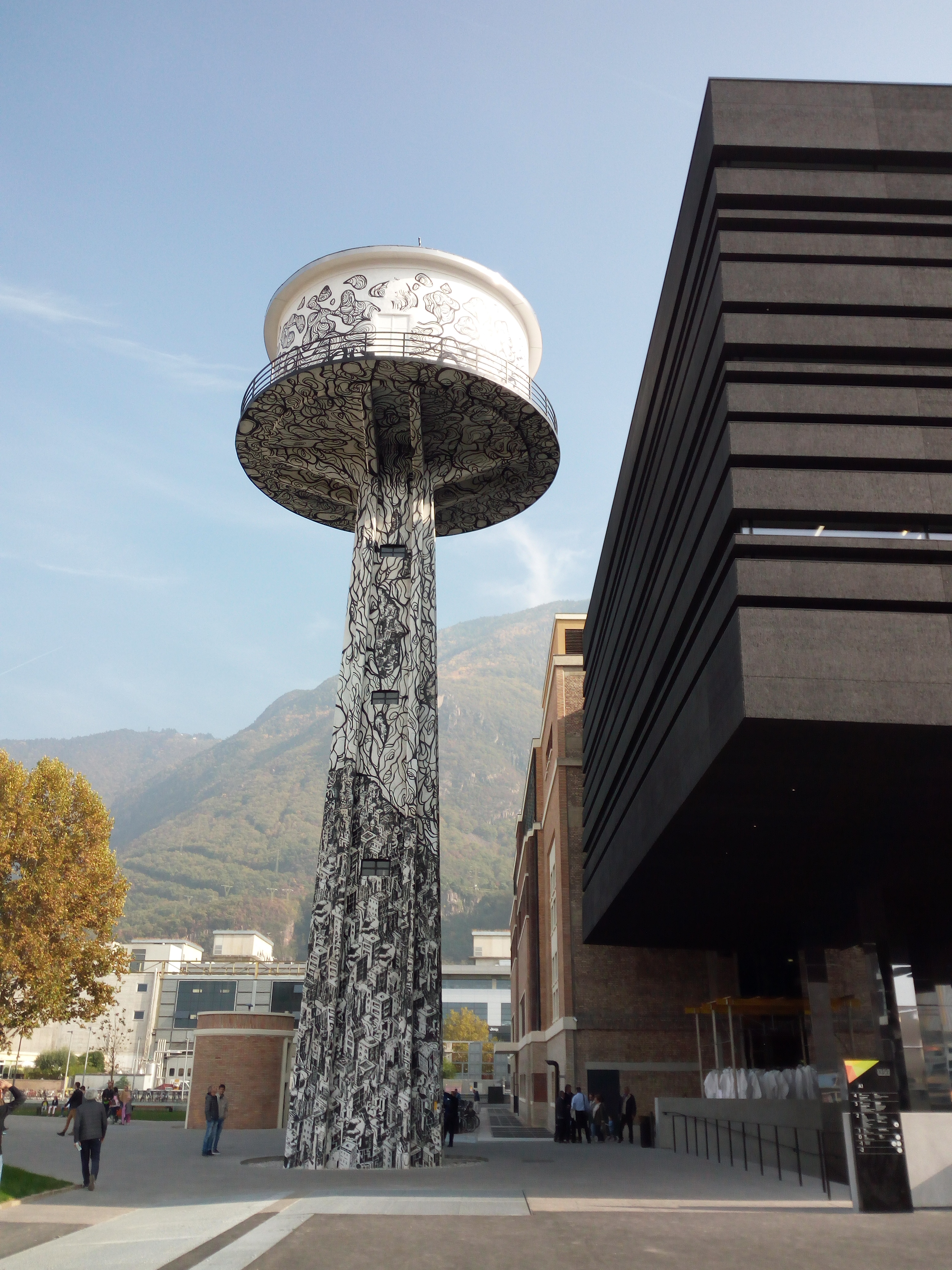
Umgenutzter Wasserturm von 1936 im NOI Techpark Südtirol/Alto Adige in Bozen

Wasserturm ist die Bezeichnung für ein Betriebsbauwerk der Wasserversorgung, das einen Hochbehälter zur Speicherung von Trinkwasser oder Brauchwasser besitzt. Mit dem Hochbehälter wird neben der Bereithaltung einer temporär ausreichenden Wassermenge auch für einen ausreichenden und gleichmäßigen Druck im angeschlossenen Wassernetz gesorgt.

## Funktionsprinzip

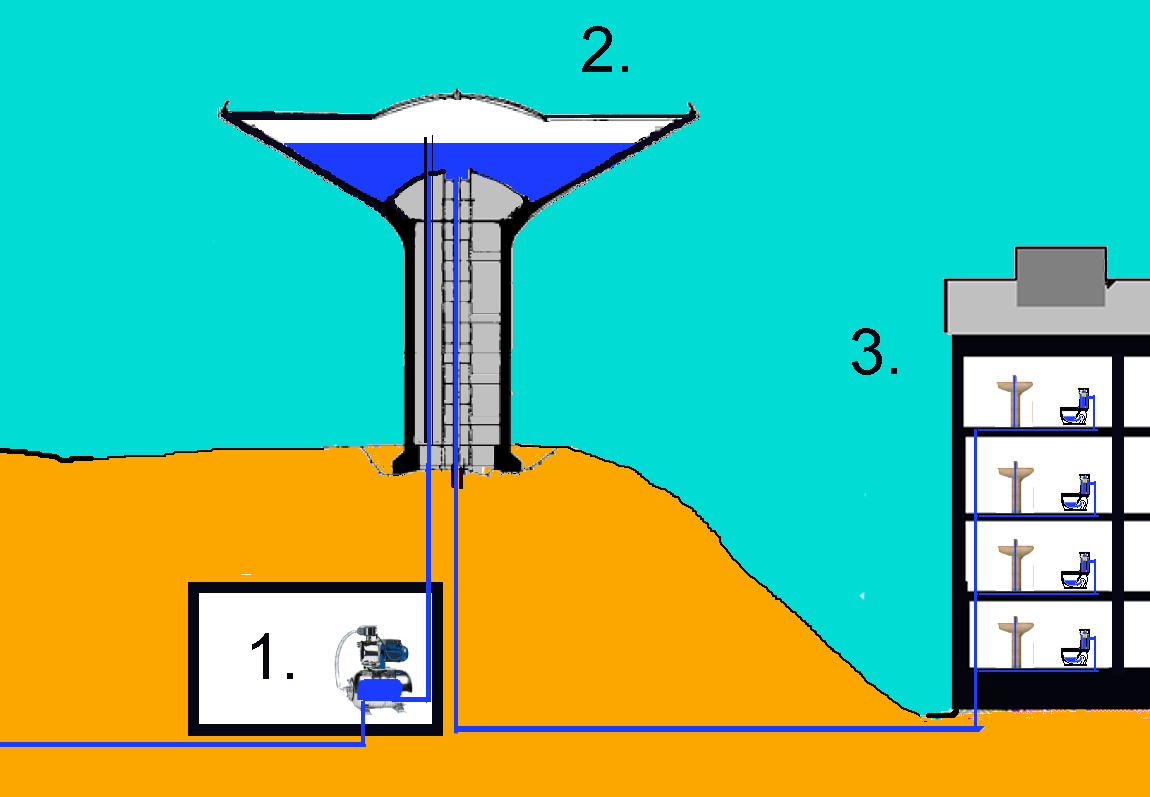
Funktionsprinzip: 1. Pumpe, 2. Wasserspeicher, 3. Endverbraucher

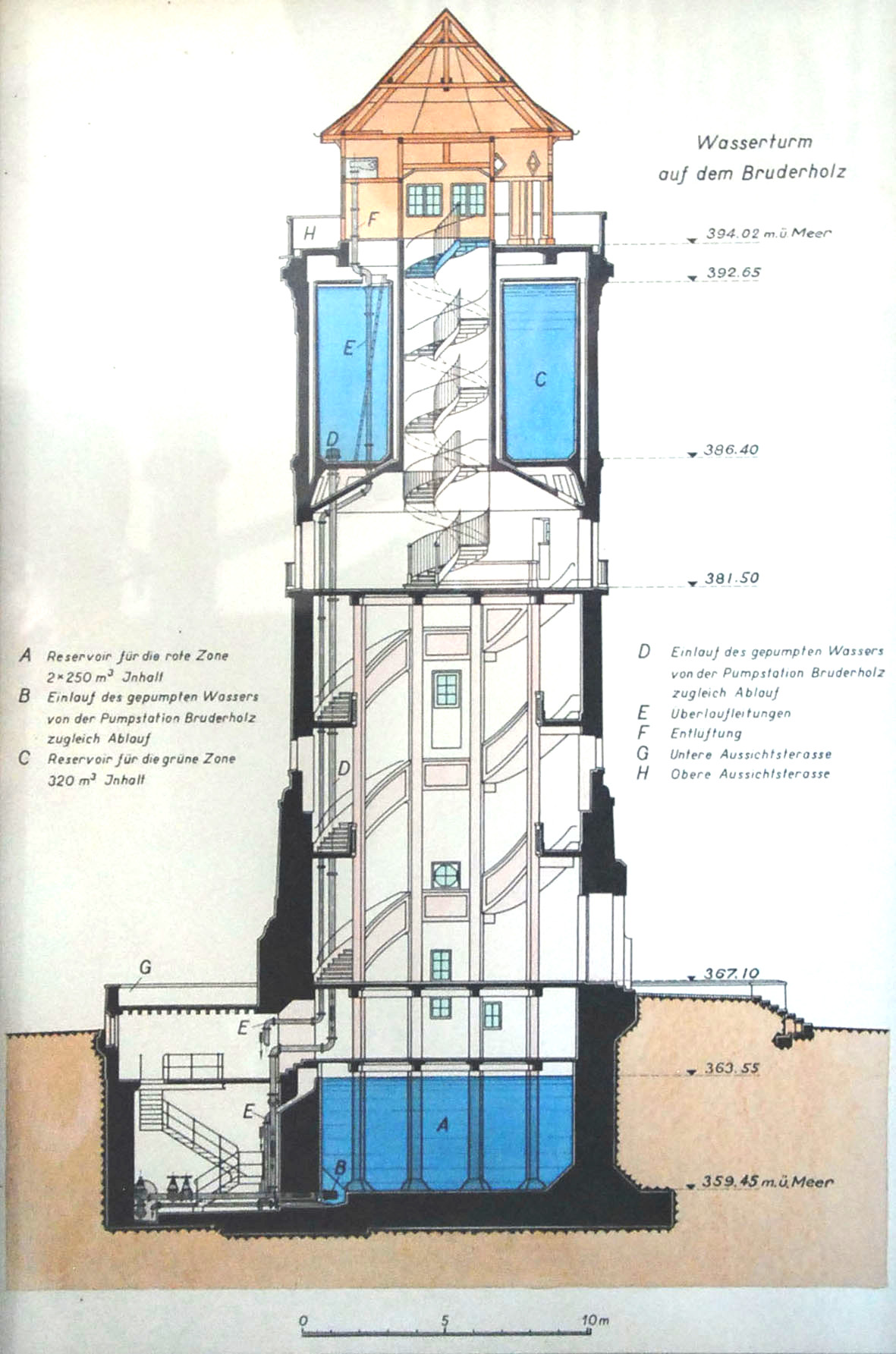
Wasserturm auf dem Bruderholz in Basel, Querschnitt

Die Wasserversorgung der an das Wassernetz angeschlossenen Gebäude erfolgt allein mit Hilfe des aus der Schwerkraft resultierenden hydrostatischen Drucks. Dabei dient der Hochbehälter auch als Ausgleichsbehälter. Das aus dem Wassernetz entnommene Wasser führt zu einer Verminderung der Wassermenge im Hochbehälter. Daher wird der Hochbehälter regelmäßig nachgefüllt, sodass der Wasserpegel möglichst auf gleicher Höhe bleibt. Auf diese Weise wird der Wasserdruck im Netz konstant gehalten. In Wassernetzen mit Hochbehältern werden Pumpen ausschließlich zum Befüllen des Hochbehälters benötigt.
Für einen ausreichenden Druck müssen alle Abnehmer tiefer als der Hochbehälter liegen (Prinzip der kommunizierenden Röhren). Abnahmestellen, die höher liegen (z. B. Hochhäuser), benötigen eine eigene Druckerhöhungsanlage.

## Vor- und Nachteile, Alternativen
Vorteile umfassen:
- Wassertürme sind hydraulisch einfach aufgebaut. Sie gleichen durch ihre Konstruktion zulaufseitige Druckschwankungen und ablaufseitige Entnahmeschwankungen aus. Dadurch ergeben sich geringe Anforderungen an die Befüllung bzw. die Befüllungspumpe.
- Auch ohne Energiezufuhr können sie eine gewisse Menge Wasser abgeben. Zuverlässigkeit ist z. B. für die Trinkwasserhygiene wichtig.
- Sie dienen auch als Symbol und als Werbeträger.

Nachteilig ist:
- Der Bau eines Wasserturms ist aufwändig.
- Die Qualität des oft längere Zeit nicht ausgetauschten Wassers im Behälter kann beeinträchtigt werden.
- Der Wasserbehälter muss thermisch gegen Hitze (für Trinkwasserqualität) sowie Frost isoliert sein. Gegebenenfalls muss bei Frostgefahr der Behälter beheizt, umgewälzt oder abgelassen werden.

Die Speicherfunktion von Wassertürmen kann durch erdnahe Wasserspeicher ersetzt werden. Mit geregelten Pumpen in Druckerhöhungsanlagen im Wasserverteilungssystem kann auch der erforderliche Druck erzeugt werden, allerdings mit einem höheren technischen Aufwand.

## Dimensionen

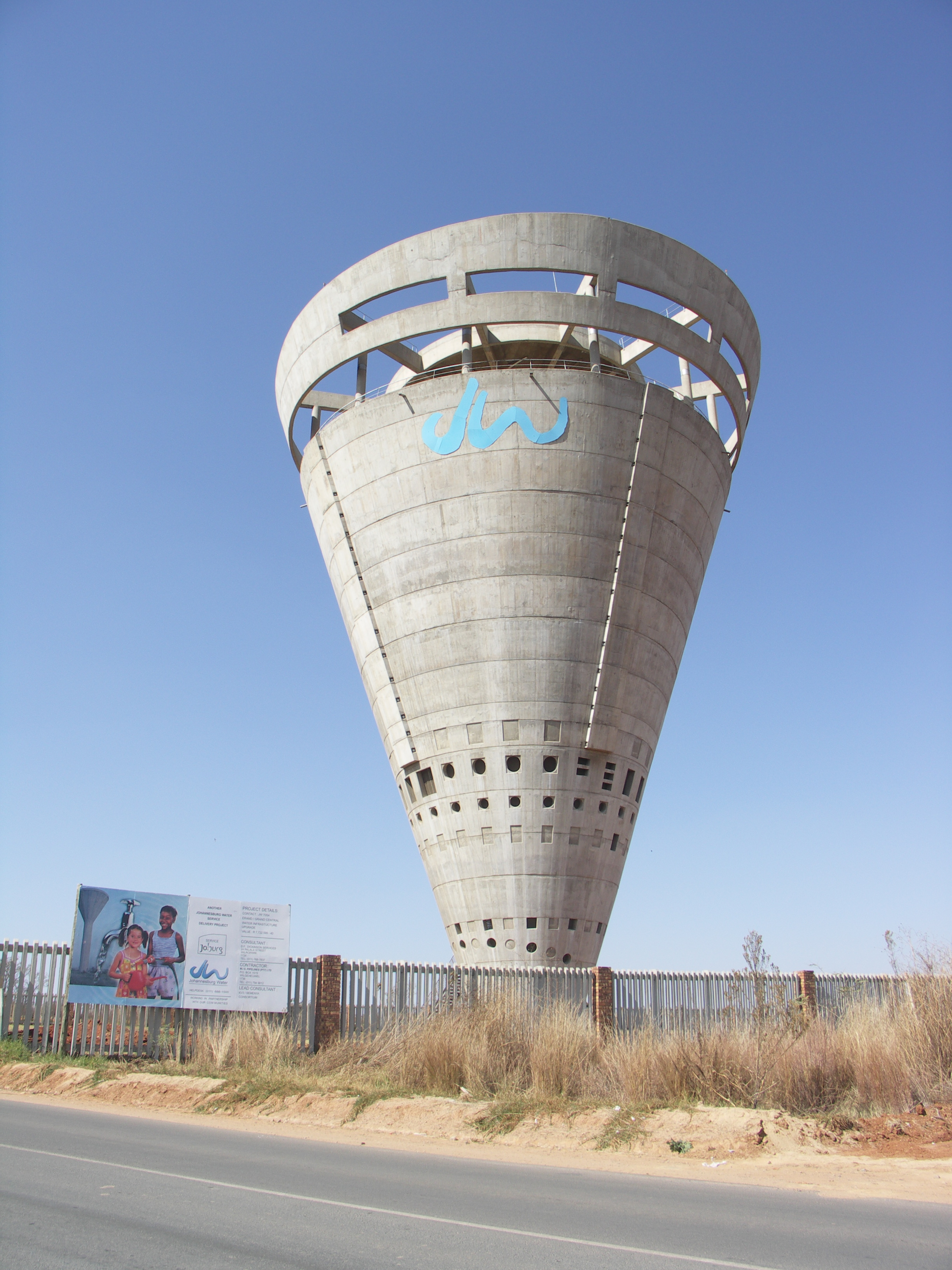
Grand Central Water Tower, Midrand, Gauteng

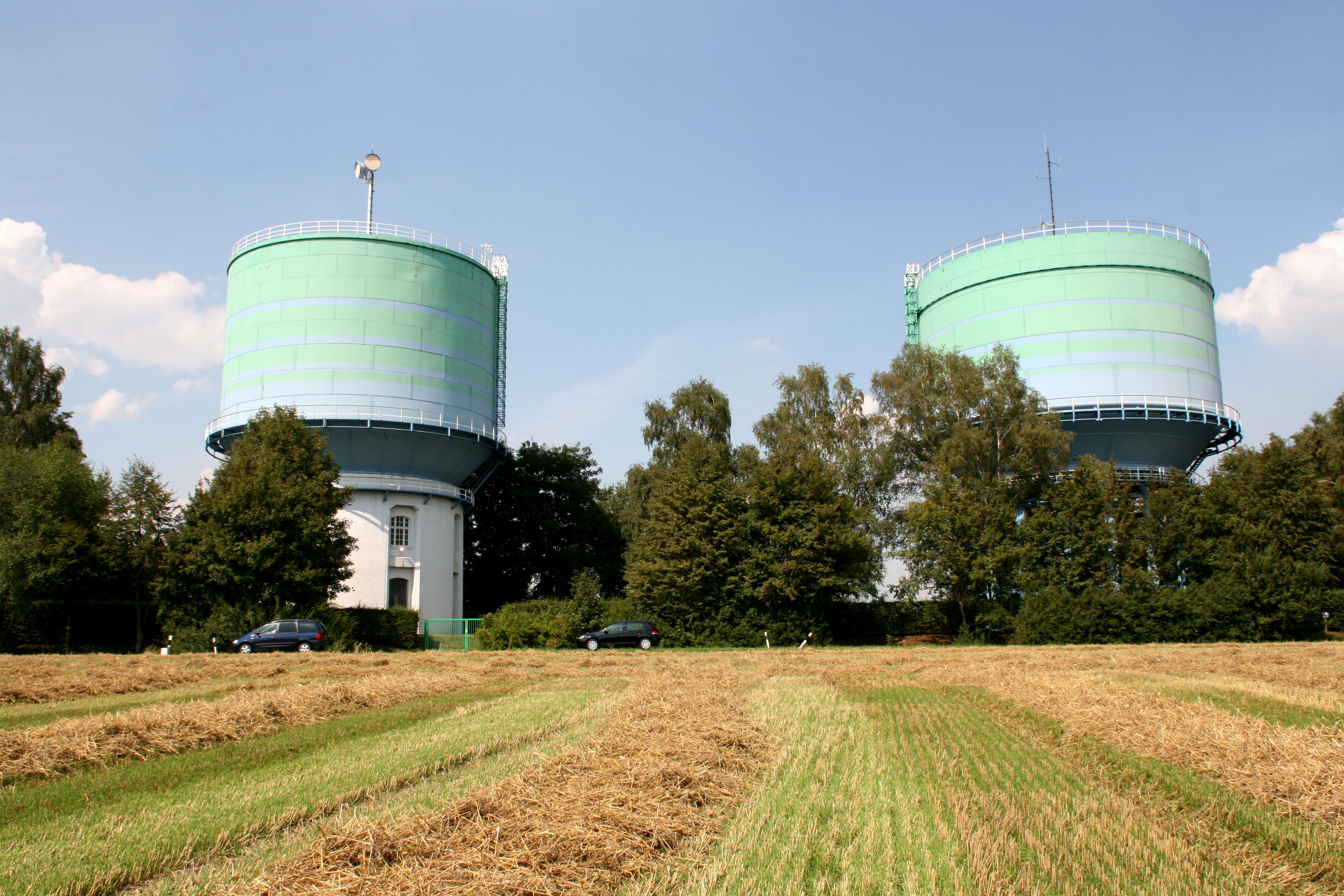
Wassertürme Herten

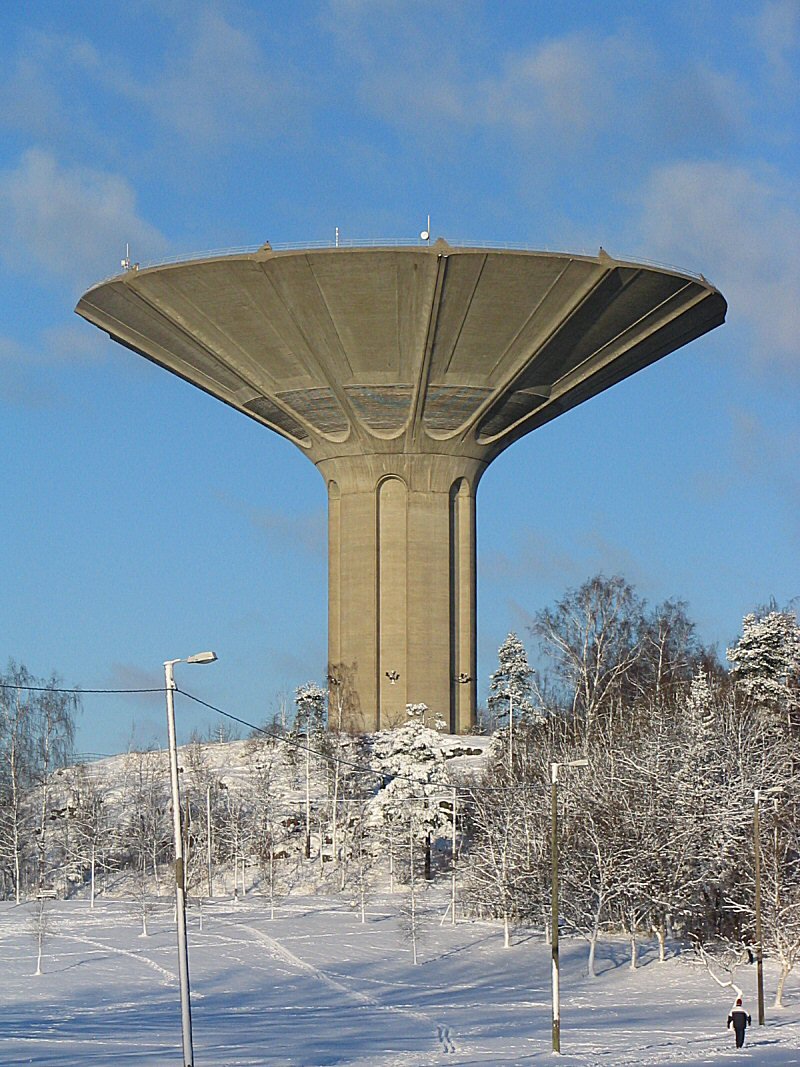
Wasserturm in Roihuvuori

Der Schanzenturm in Hamburg, zu seiner Zeit einer der größten Wassertürme in Europa, hatte 4.600 m³ Fassungsvermögen.
Die Wassertürme Herten mit einem Fassungsvermögen von 9000 Kubikmetern gehören zu den größten Hochbehältern ihrer Art in Deutschland.

Zu den heute weltweit größten Wassertürmen zählt unter anderen der 1977 fertiggestellte Wasserturm in Roihuvuori bei Helsinki mit 12.600 m³ Fassungsvermögen.

Der Grand Central Water Tower Midrand in Südafrika ist sowohl von der Bauweise in Form eines auf der Spitze stehenden, 40 Meter hohen Kegels als auch von dem Volumen von 6.500 m³ eine herausragende Erscheinung unter den Wassertürmen.

## Konstruktion/Bauformen
Wassertürme unterscheiden sich sowohl im Hinblick auf die Behälter als auch in der äußeren Erscheinung. Es gibt massive Türme (aus Backstein oder Beton); im industriellen Bereich kamen allerdings hauptsächlich Stahl-Skelett-Konstruktionen zum Einsatz. Es gibt auch Wassertürme in Holzbauweise.
Eine eigene Konstruktionsform stellt der Aquaglobus dar. Diese Art von metallenen Wassertürmen wurde Ende der 1960er Jahre in Ungarn entwickelt. Dabei handelt es sich um einen kugelförmigen Wasserbehälter auf einem säulenartigen Ständer. Häufig kam diese Bauart in der DDR zum Einsatz.
Da ein gefüllter Behälter eine große Druckspannung in den Stützen bewirkt, muss bei der Dimensionierung von Wassertürmen die Verhinderung von Knicken in besonderem Maße beachtet werden. Da die Gefahr des Knickens für die Achse mit dem geringsten Flächenträgheitsmoment am größten ist, finden sich bei Wassertürmen meist symmetrische, insbesondere runde Grundrisse.

Behälterformen
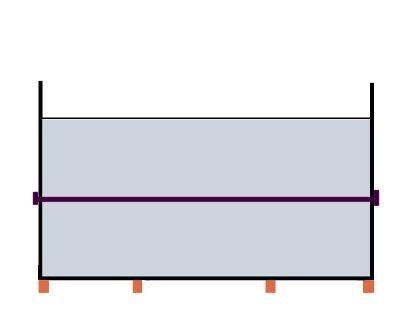
Rechteckbehälter
Hängebodenbehälter
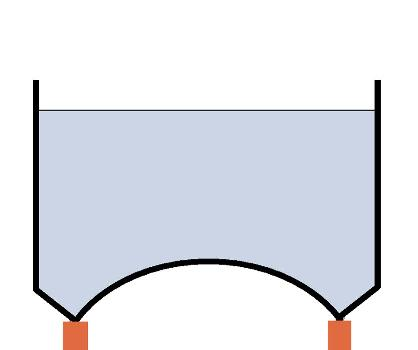
Intze-1-Behälter
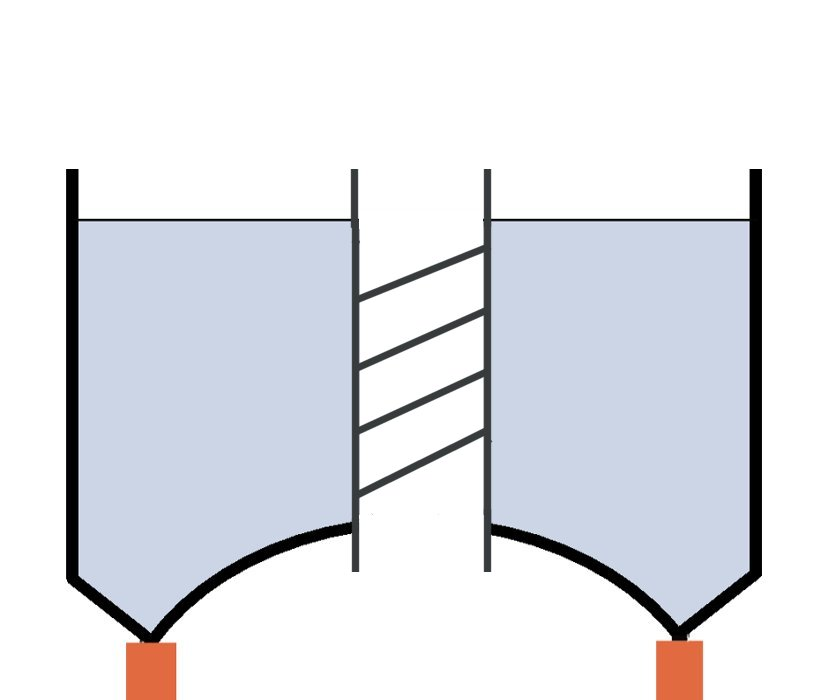
Intze-1-Behälter mit Innenzylinder
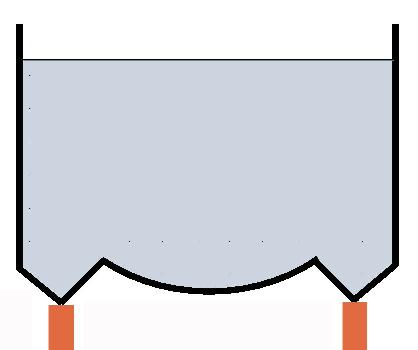
Intze-2-Behälter
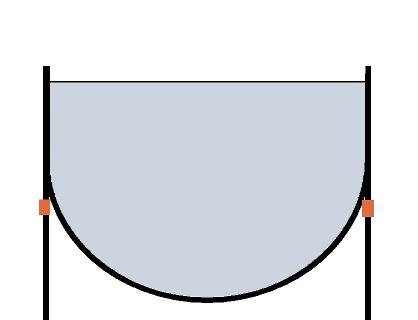
Barkhausen-Behälter
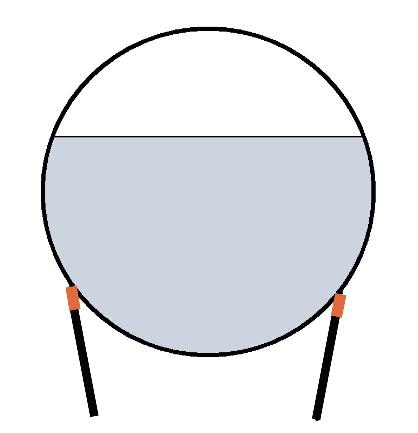
Klönne-Behälter

### Rechteckbehälter
Die ersten Wassertürme (ab 1830) besaßen rechteckige Wasserbehälter mit flachem Boden. Zur Verstärkung der Wände mussten innenliegende Zuganker eingesetzt werden, die anfällig für Korrosion waren und eine Reinigung des Behälters erschwerten. Später wurden die Behälter rund ausgeführt, sodass nur noch der weiterhin flache Boden zusätzlich durch eine Balkenlage unterstützt werden musste. Diese Bauform wurde fast ausschließlich in Gebäude integriert.

### Hängebodenbehälter
Eine konstruktive Verbesserung entstand ab 1860 in Frankreich. Die sogenannten Hängebodenbehälter besaßen einen Klöpperboden, dessen Verbindung mit der runden Behälterwand als Druckring fungierte. Die Ausdehnung des Druckrings führte aber immer wieder zu Beschädigungen der Anschlusskonstruktionen. Äußeres Erkennungsmerkmal dieser Bauart ist ein das Ständerbauteil nur wenig überragender Wasserbehälter.

### Intze-Behälter

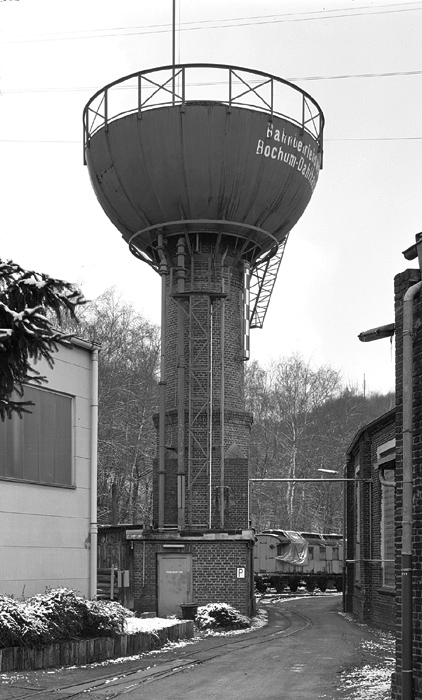
Beispiel eines Intze-Behälters: Schornsteinbehälter in Dahlhausen

Die Problematik der Ausdehnung des Druckrings löste der Ingenieur Otto Intze 1883 durch eine Konstruktion, die als das Intze-Prinzip bekannt wurde. Der Druckring wird weiter unter dem Behälter angeordnet und der Boden aus einem äußeren Kegelstumpf und einem inneren Klöpperboden zusammengesetzt. Hierdurch werden alle waagerecht wirkenden Kräfte ausgeglichen und können keine schädlichen Spannungen weiterleiten. Eine besondere Bauform waren die Schornsteinbehälter, die ab 1885 ringförmig um vorhandene oder neugebaute Industrieschornsteine gebaut wurden, z. B. beim Wasserturm des Bahnbetriebswerk Dahlhausen (heute Eisenbahnmuseum Bochum). Der erste Intze-Behälter wurde 1883 in Remscheid errichtet. Ein weiterer bedeutender Vertreter ist der Wasserturm der Deutschen Celluloid-Fabrik (1916) in Eilenburg.

### Barkhausen-Behälter
Mit dem sogenannten Barkhausen-Behälter (Kugelbodenbehälter) entwickelte Georg Barkhausen 1898 einen Behälter mit halbkugelförmigem Behälterboden. Durch den stetigen Übergang zwischen Wandung und Boden wird der Stützring überflüssig. Die Barkhausen-Behälter wurden von der Dortmunder Firma Aug. Klönne gebaut. Als erster Behälter dieser Bauart entstand 1899 der Wasserturm der Zeche Minister Stein. Nach diesem Konstruktionsprinzip wurde unter vielen anderen der Wasserturm am Darmstädter Hauptbahnhof erbaut. Ein weiteres Beispiel ist das 1905 fertiggestellte sogenannte Lanstroper Ei im Nordosten der Stadt Dortmund.

### Klönne-Behälter
Im Jahr 1898 erhielt August Klönne ein Patent auf einen kugelförmigen Behälter mit kegelförmiger Abstützung. Ab 1906 wurden dann hauptsächlich Wasserbehälter der Bauart Klönne gebaut. Die am Umfang des Kugelbehälters angreifenden Stützen sind in der Regel wie bei den Barkhausen-Behältern tangential mit der Behälterwand verbunden. Der erste Behälter dieser Bauart wurde 1906 in Chemnitz Außenbahnhof (königlich-sächsische Staatseisenbahn) installiert.

## Geschichte

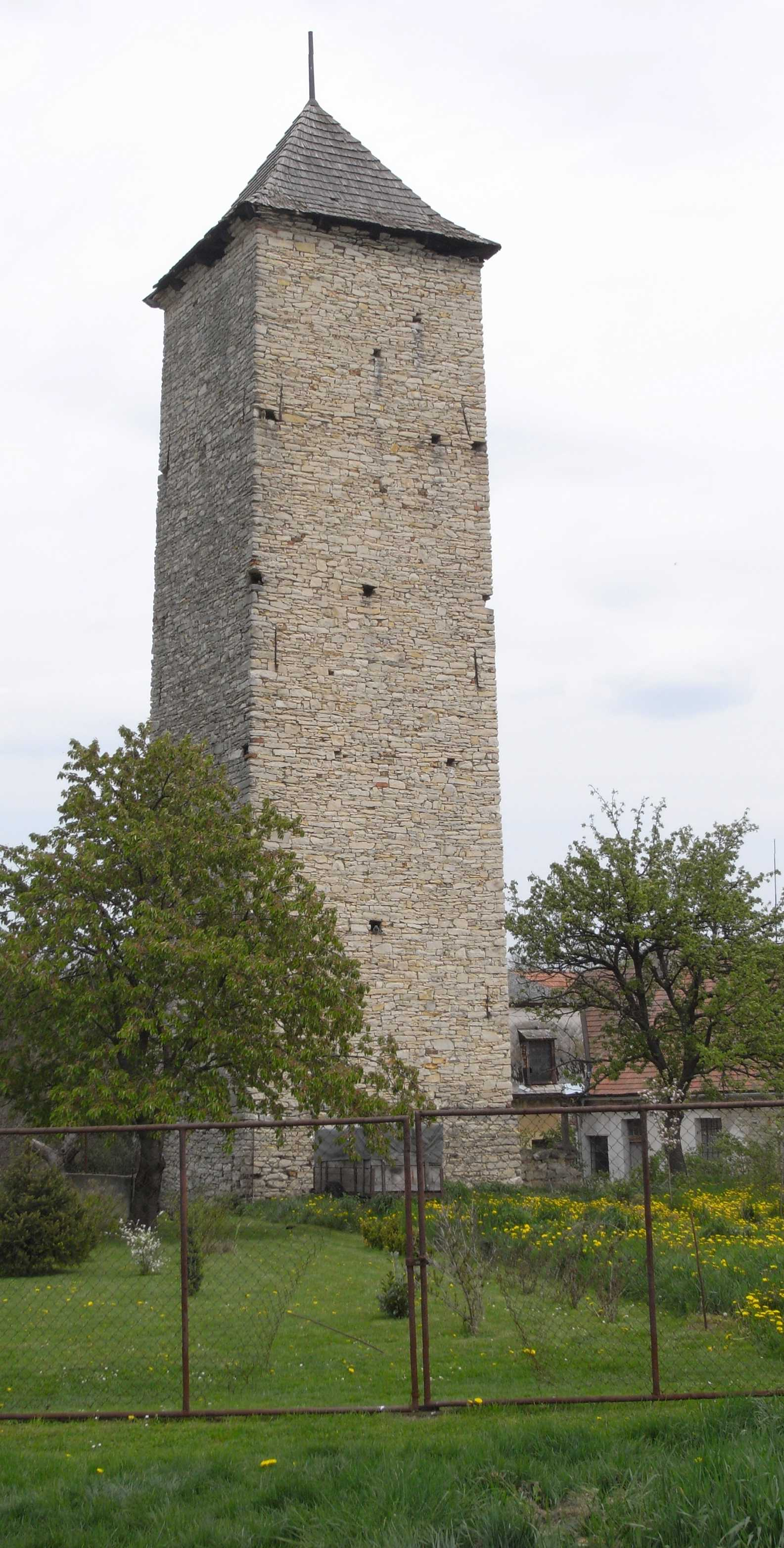
Wasserturm von 1662 im tschechischen Chrast (Mauerwerk aus Pläner)

### Trinkwasserversorgung

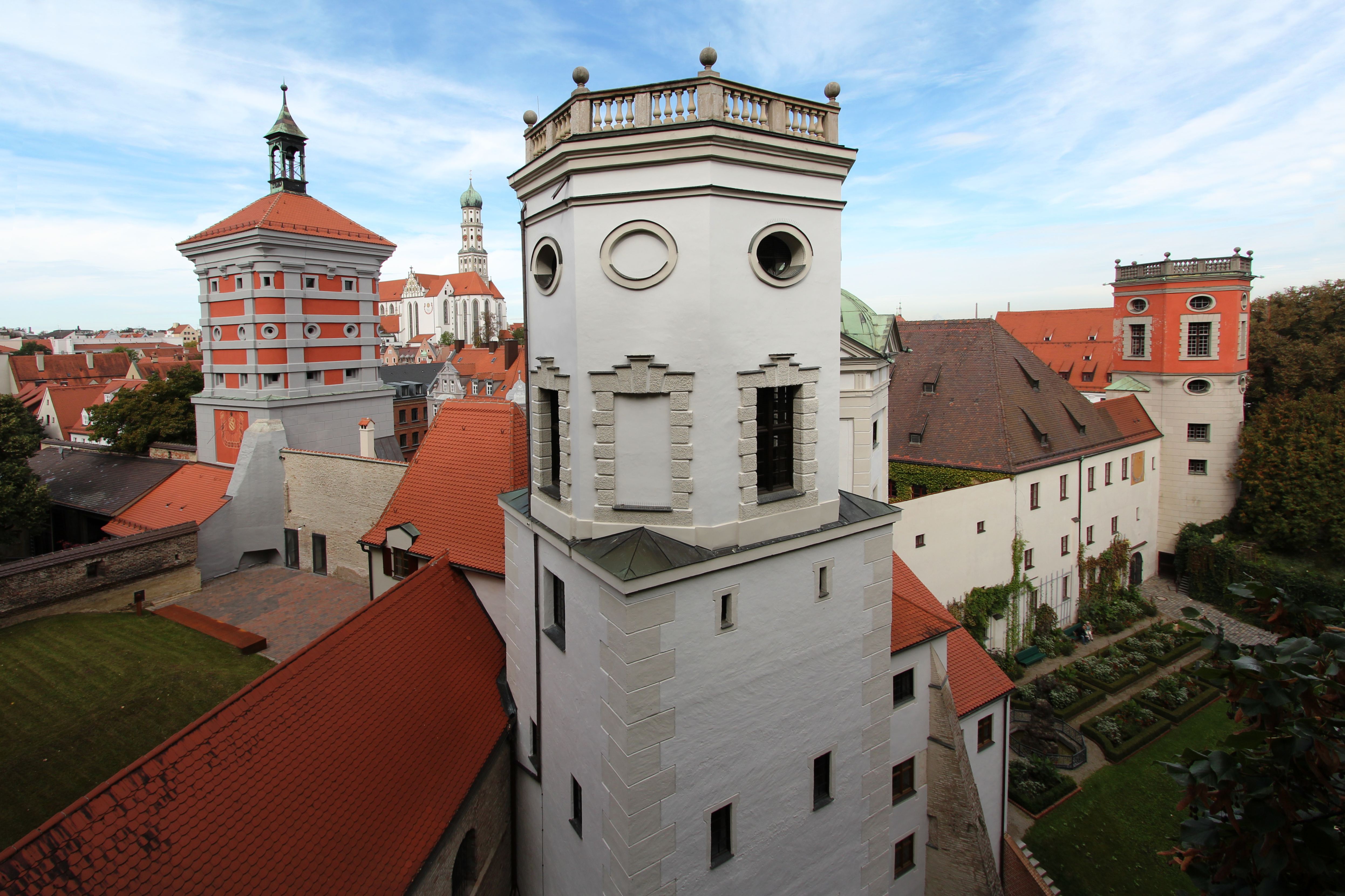
Ältester Wasserturm Deutschlands in Augsburg

Sogenannte Wasserkünste versorgten schon frühzeitig Burgen und Festungen mit Trinkwasser, bergmännische Künste dienten zum Herauspumpen des Grubenwassers aus den Bergwerken. Die Stadt Augsburg war im 15. Jahrhundert eine Vorreiterin in der Nutzung einer Wasserkunst zur Trinkwasserversorgung. Der älteste Wasserturm Deutschlands ist der 1416 erbaute Große Wasserturm beim Wasserwerk am Roten Tor in Augsburg, dem ältesten Wasserwerk Deutschlands und wohl auch Mitteleuropas. Hinzu kamen Anlagen, die die Gärten herrschaftlicher Schlösser und deren aufwendige Wasserspiele zu versorgen hatten, etwa im Schloss Weilburg, wo ein Pumpwerk das Wasser aus der Lahn in einen Hochbehälter im Turm der Schlosskirche pumpte.
In der zweiten Hälfte des 19. Jahrhunderts entstanden Wassertürme in Deutschland in großer Zahl, um die öffentliche Versorgung mit sauberem Trinkwasser in der Gründerzeit, in welcher es zu einer zunehmenden Verstädterung kam, zu gewährleisten. Die in dieser Zeit errichteten Wasserwerke mit großen Reservoirs und Hochbehältern trugen in Verbindung mit Versorgungs- und Abwasserleitungen wesentlich dazu bei, Epidemien vorzubeugen. Ohne die Versorgung der Industriestädte mit ihren häufig sehr beengt lebenden Bevölkerungsmassen und große Mengen von Abwasser erzeugenden Betrieben kam es zuvor immer wieder zu Epidemien großen Ausmaßes.

### Wohnwassertürme
Eine Sonderform der Wassertürme für die Trinkwasserversorgung sind Wohnwassertürme, in denen in den unteren Etagen Wohnungen vorhanden sind. Zu nennen sind hier der Wohnwasserturm Wulsdorf in Bremerhaven (Bj. 1927) und der Wohnwasserturm Preetz (Bj. 1929).

### Bahnwassertürme
Wassertürme dienten auch dazu, eine genügende Liefermenge bei plötzlichen großen Entnahmen für die Wassertanks von Dampflokomotiven bereitzuhalten. Beginnend mit der Entwicklung des Eisenbahnnetzes, in Deutschland ab 1840, entstanden die ersten Wasserhochbehälter. Sie waren noch keine selbstständigen Turmbauten, sondern als bloße Vorratsgefäße in Bahnhofsbauten integriert wie beispielsweise bei dem Bahnwasserturm Büchen oder in neuerer Zeit auch der Wasserturm im Bahnbetriebswerk Dortmund-Betriebsbahnhof. Später gab es konstruktiv erkennbar als Türme ausgeführte Bahnwassertürme wie z. B. den am Bahnbetriebswerk Hamburg-Altona. Das typische Fassungsvermögen von größeren Bahnwassertürmen liegt bei circa 400 m³, mit dem etwa zehn Tender von großen Lokomotiven ohne neuerliche Auffüllung des Turmbehälters betankt werden konnten. Im polnischen Iława (Deutsch Eylau) stehen drei Bahnwassertürme, die in den Jahren 1871, 1915 und 1942 errichtet wurden.

### Löschwasserspeicher
Wassertürme als Löschwasserreservoir bieten den Vorteil, dass das Wasser ohne weiteren Einsatz von Pumpen schon unter Druck durch die geodätische Höhe steht und derartige Anlagen auch bei Stromausfall funktionieren. Grob gesagt reichen 15 m geodätische Höhe aus, um den geforderten Mindestdruck an Unter- und Überflurhydranten von 1,5 bar zu erzeugen.

## Verwendung im 21. Jahrhundert

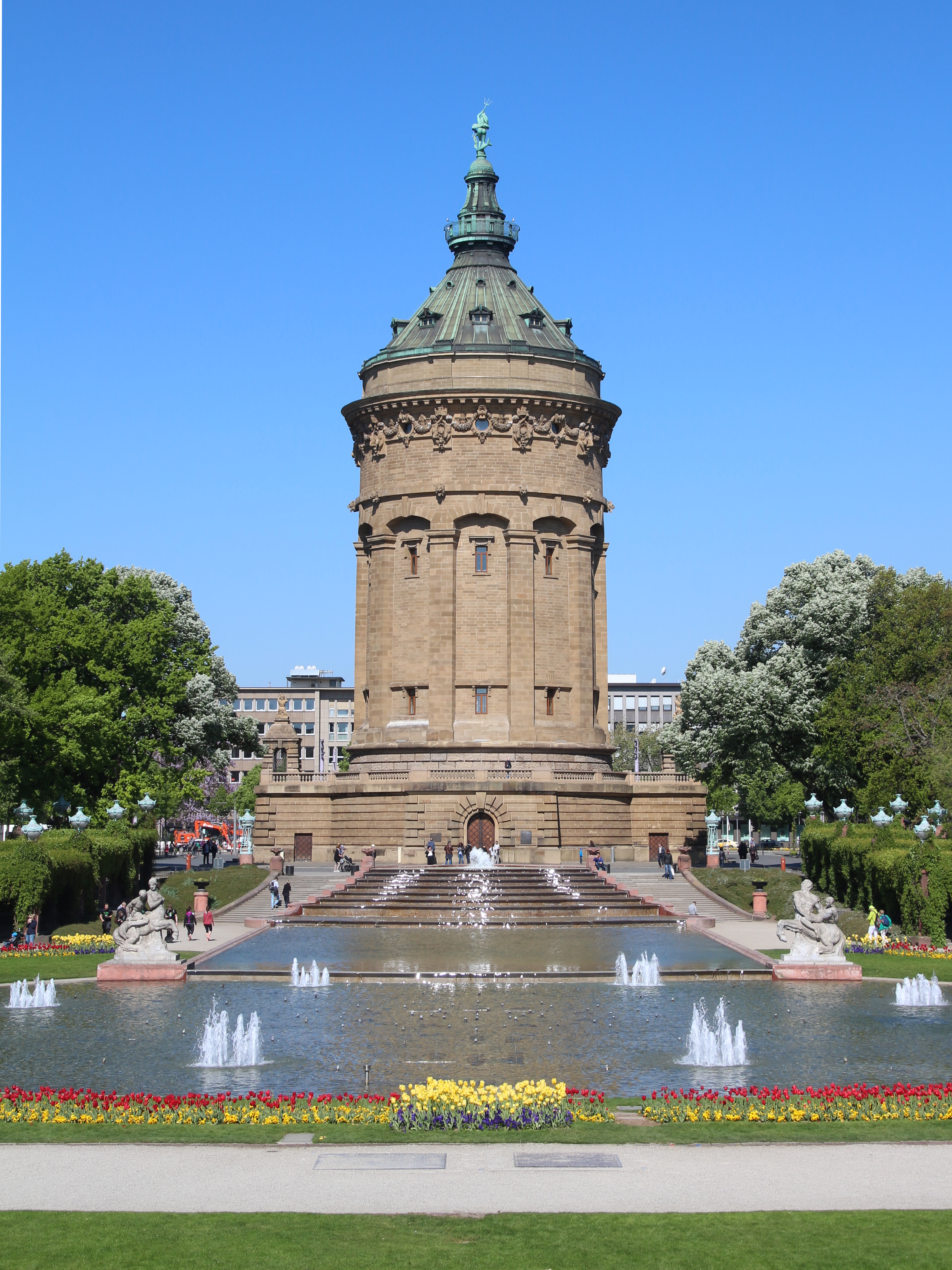
Mannheimer Wasserturm, als Wasserspeicher seit 2000 außer Betrieb. Als architektonische Besonderheit geplant und erhalten

In hochtechnischen Infrastrukturen wie in Mitteleuropa werden Wassertürme derzeit nur noch in seltenen Fällen gebaut und bestehende Anlagen von den Aufgaben der Wasserversorgung, sofern sinnvoll möglich, entbunden. Die Ursache hierfür liegt zum einen in den drei- bis fünffachen höheren Investitionskosten und zum anderen sind beim Betrieb auch technische Vorgaben und qualitative Anforderungen an das Trinkwasser zu beachten, die zu erhöhten Betriebskosten gegenüber Erdbehältern führen können.
In jüngster Zeit wurden Wassertürme nicht zur Wasserversorgung errichtet, sondern als Fernwärmespeicher und als Oberbecken (Naturstromspeicher Gaildorf). Auch bei Abschussrampen für große Weltraumraketen wurden Wassertürme zur Flutung der Abgasschurre der Abschussrampe während des Starts gebaut. Dies dient nicht nur zur Kühlung, sondern reduziert auch zum Schutz der Rakete den entstehenden Lärm.
In den USA sind Wassertürme öfter anzutreffen, in Großstädten als Behälter auf Hochhäusern sowie freistehend an Land. Oft sind sie bemalt oder tragen zumindest den Namen der Stadt. Auch in Frankreich sind Wassertürme öfter als beispielsweise in Deutschland anzutreffen, besonders in ländlichen Gebieten.
In infrastrukturfernen Gegenden wie in ländlichen Gebieten Senegals kann die Pumpen-Befüllung eines Wasserturms nur mit Dieselaggregat erfolgen, was für den Dauerbetrieb weniger geeignet ist.

## Militärischer Angriffspunkt
Unter der Begründung, Wassertürme könnten auch als „Target Reference Points“ für Terroristen dienen bzw. als in der Landschaft stehende markante Punkte, die der Zielerfassung von Waffen wie Mörser dienen, wurden Wassertürme im Irak von der US-Armee zerstört. Im Norden Syriens zerstörte der IS vor seinem Rückzug hunderte Wassertürme.

## Umnutzung und weitere Nutzung von Wassertürmen (Beispiele)

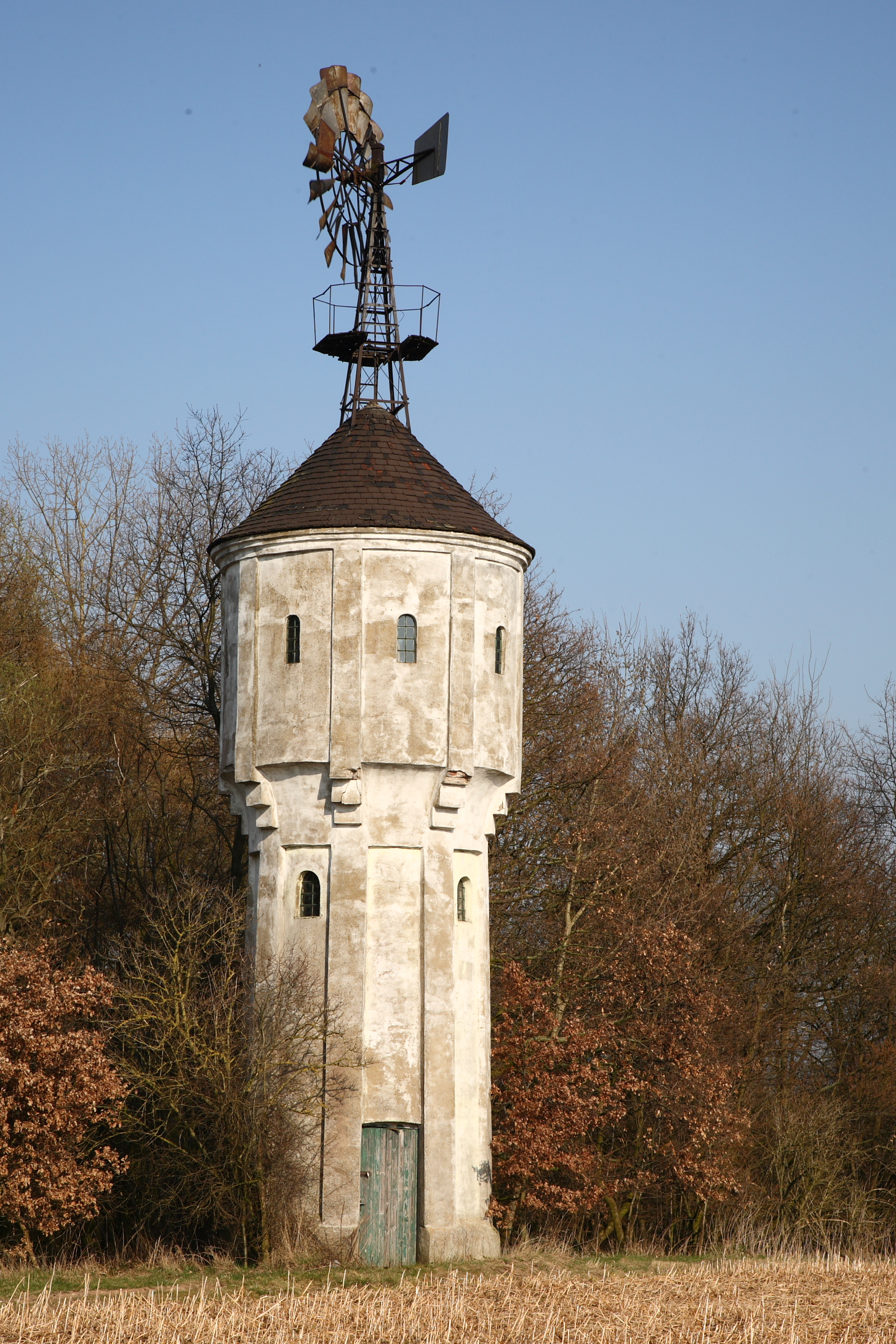
1904 errichteter Wasserturm mit Pumpenwindrad und Intze-Behälter bei Willegassen

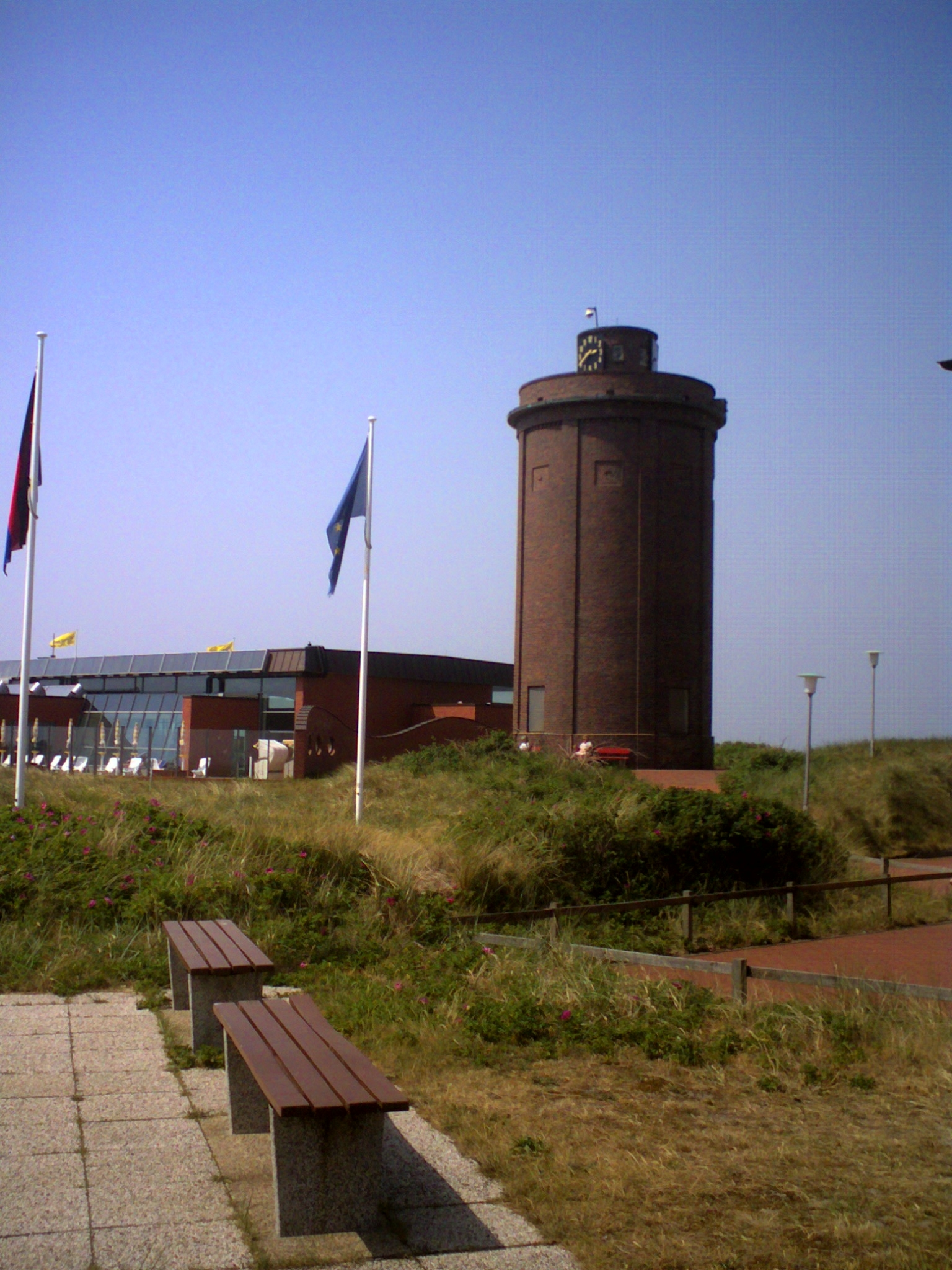
Alter Wasserturm auf der ostfriesischen Insel Juist

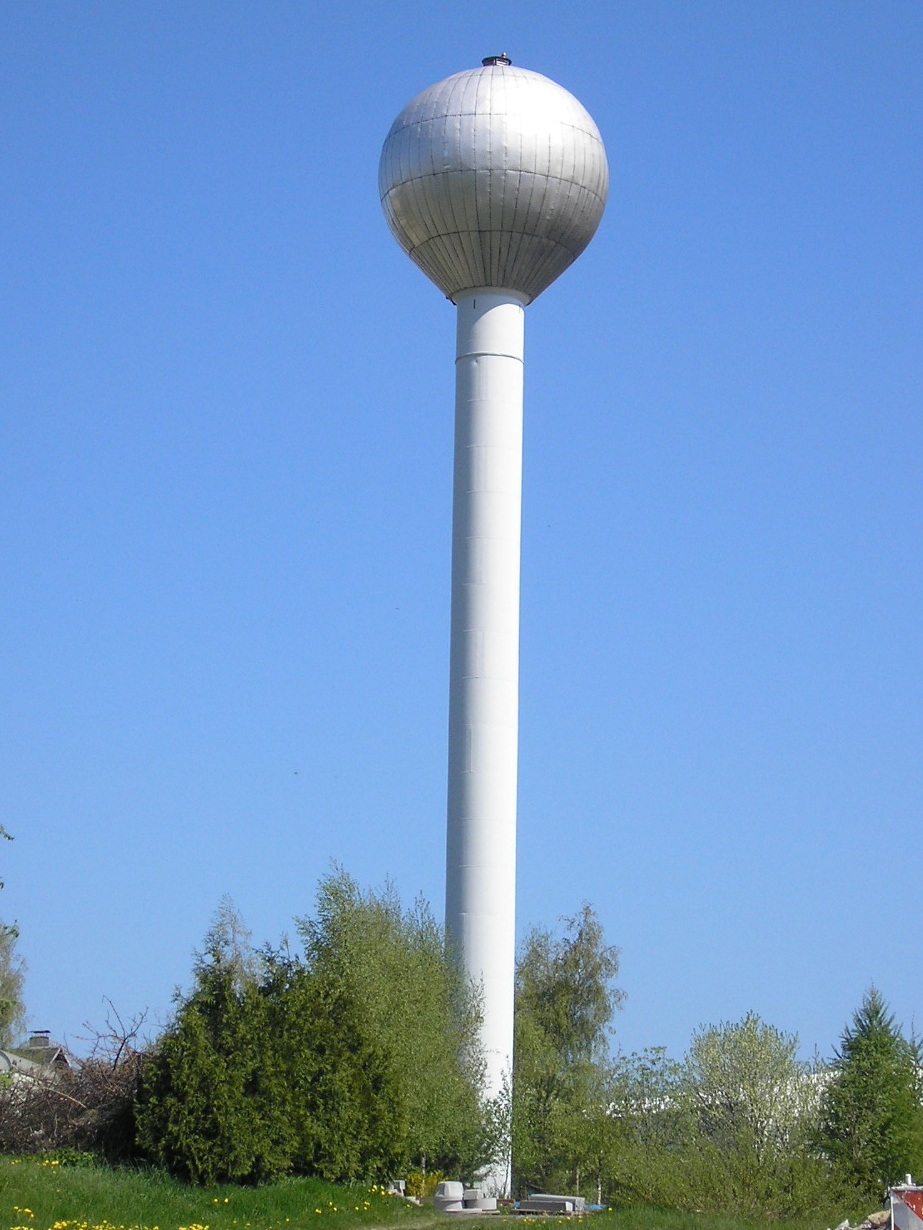
Wasserturm in Unterpörlitz

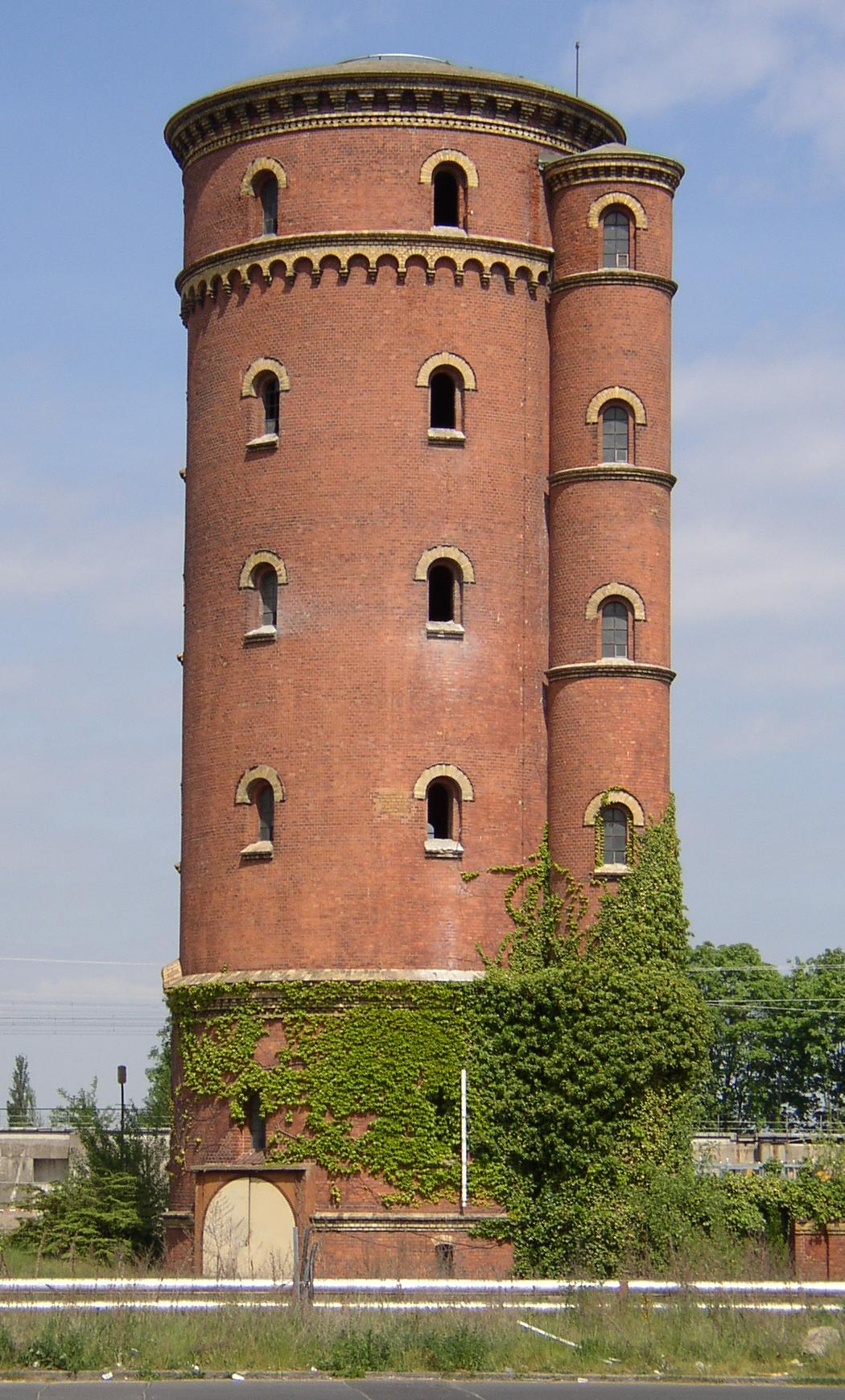
Reservoirturm in Berlin-Charlottenburg

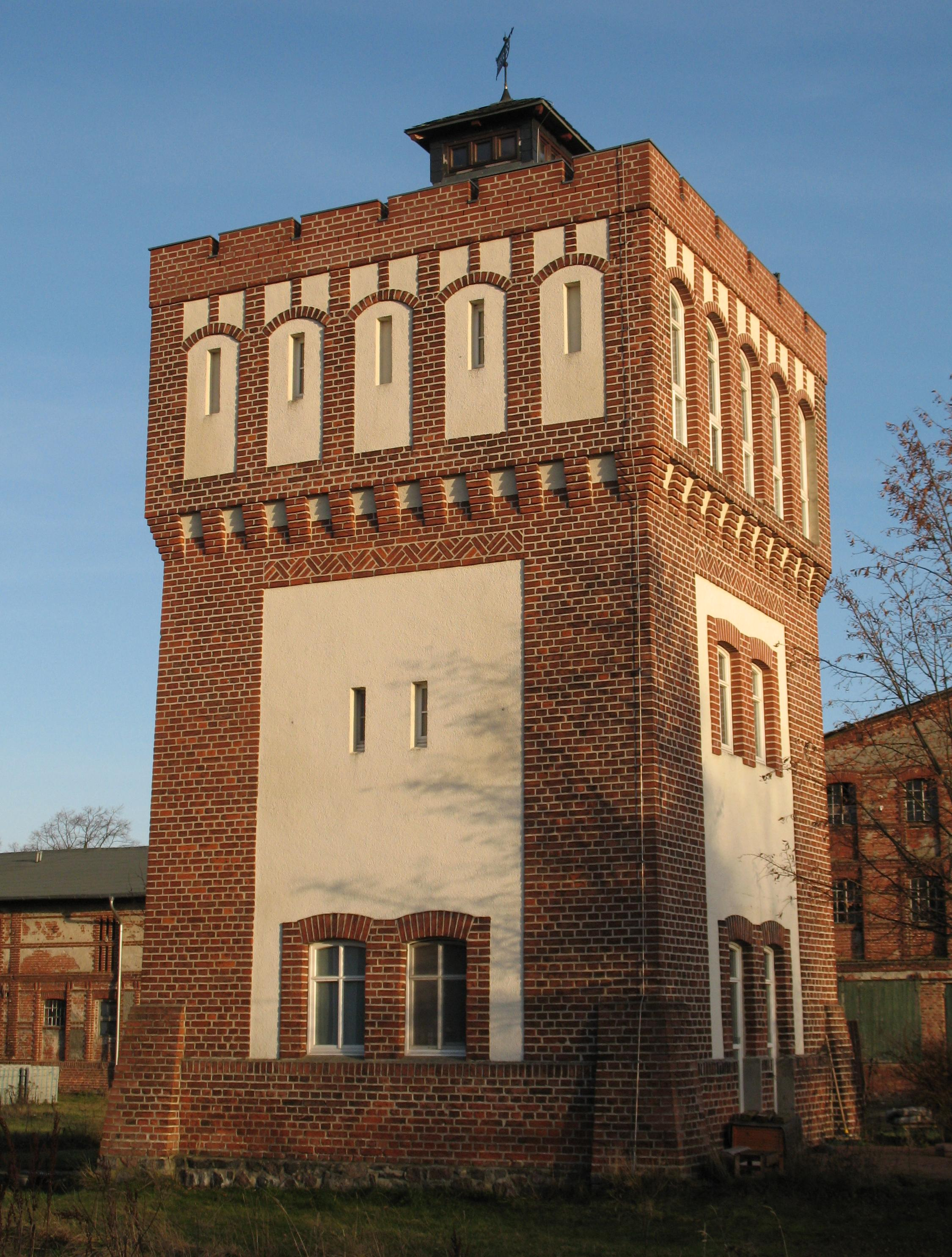
Ehemaliger Wasserturm in Oberkrämer-Schwante

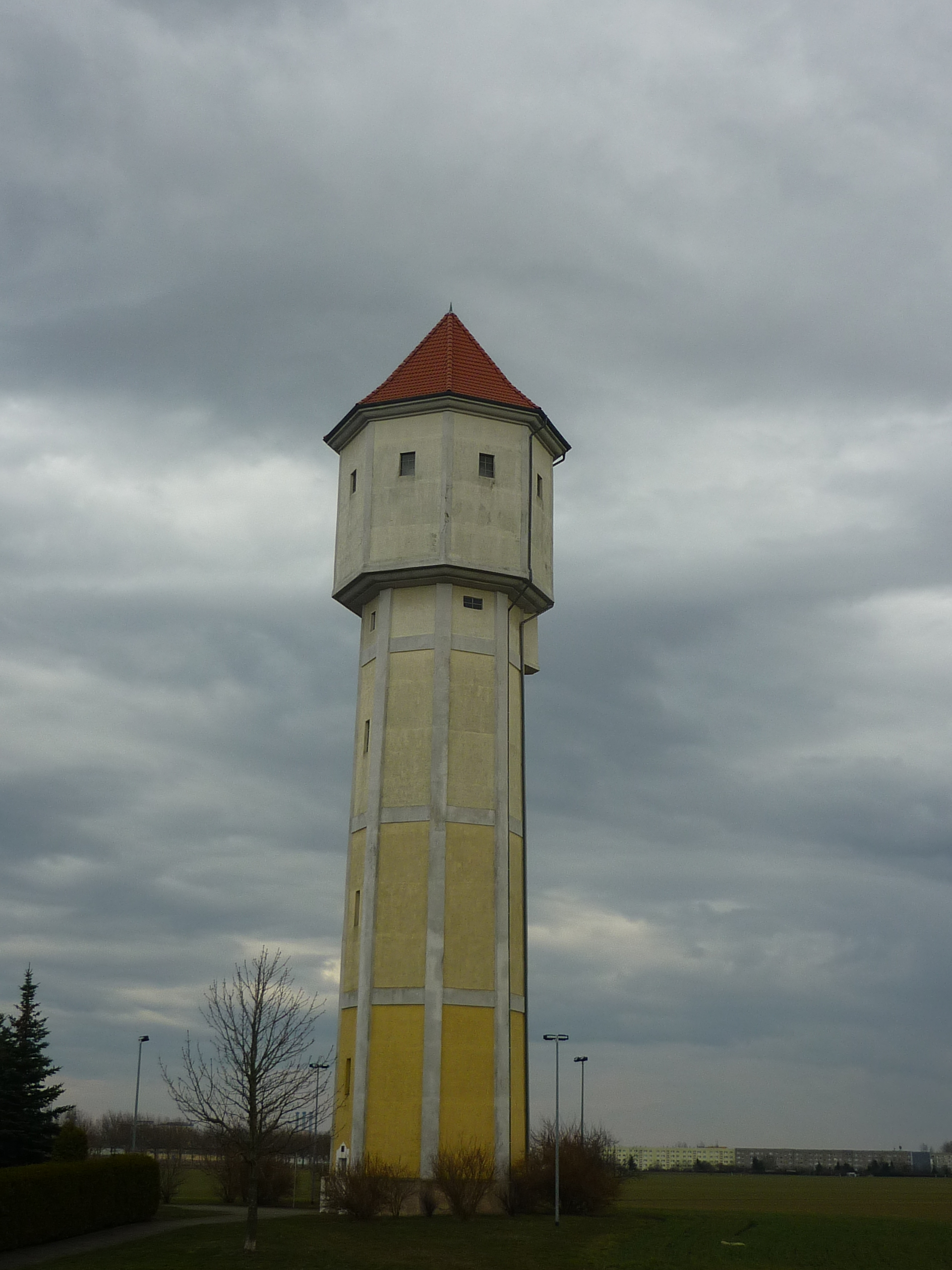
Wasserturm in Löderburg bei Staßfurt

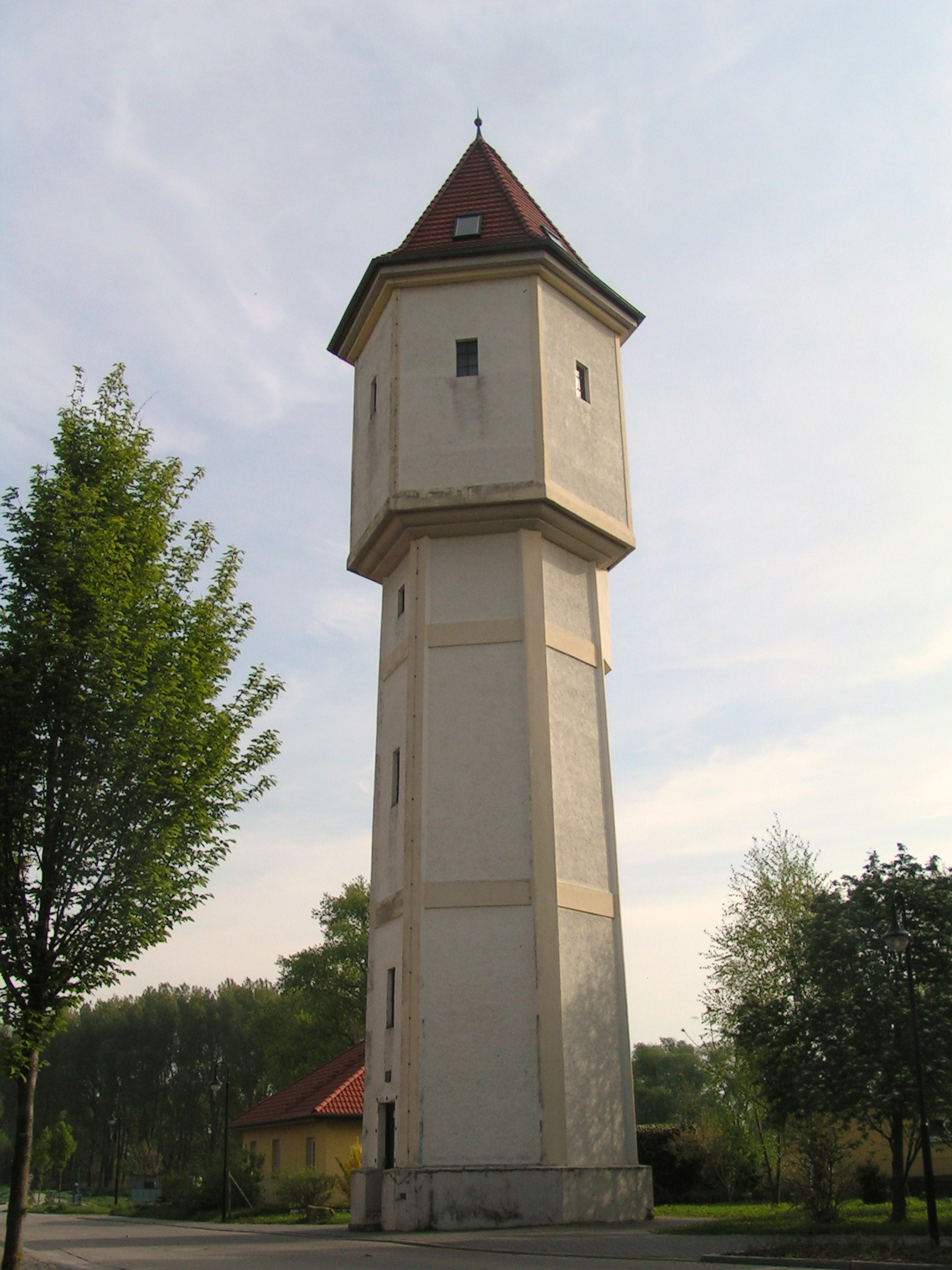
Wasserturm in Athensleben bei Staßfurt

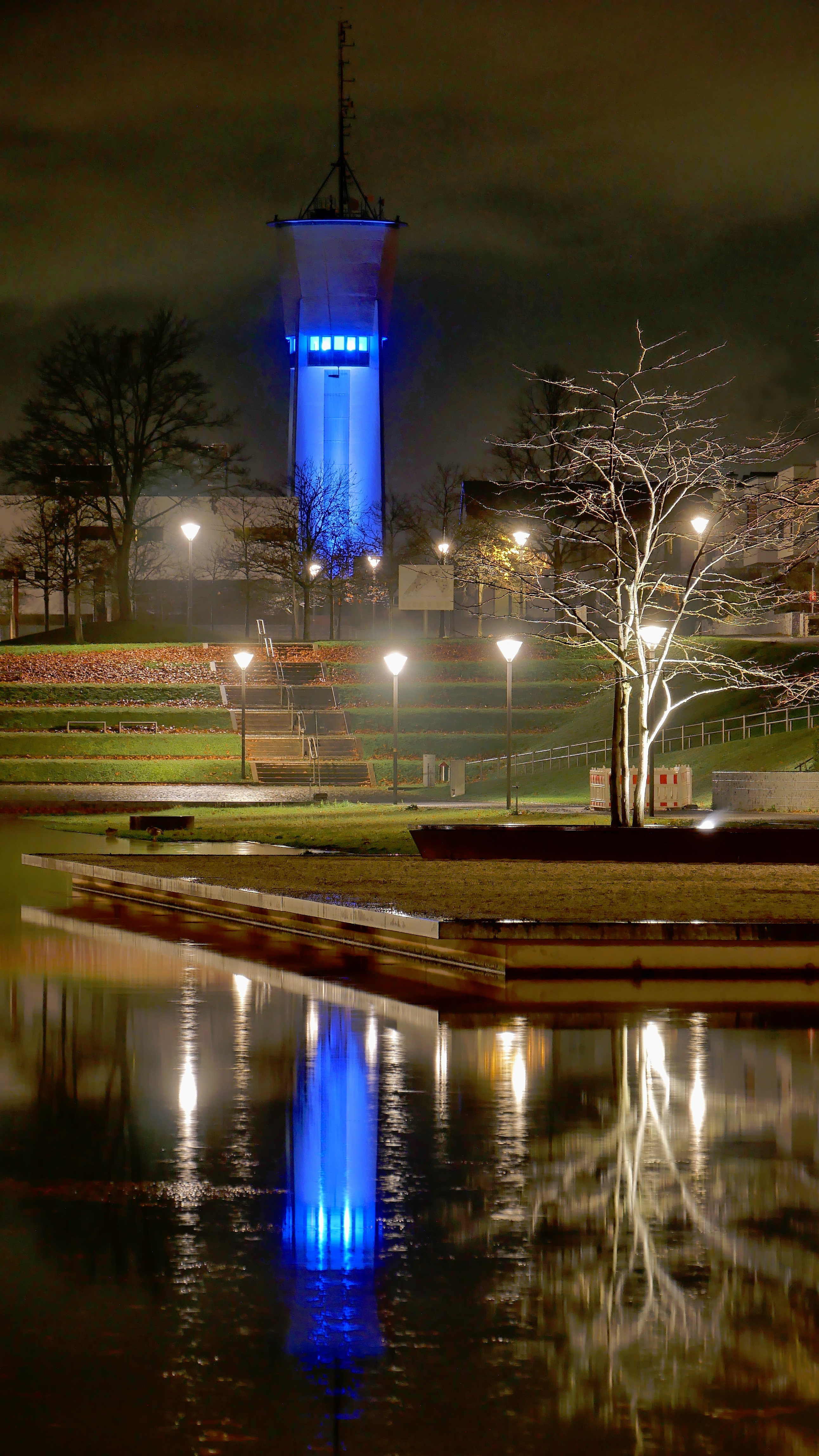
Illuminierter Wasserturm auf dem Petrisberg in Trier

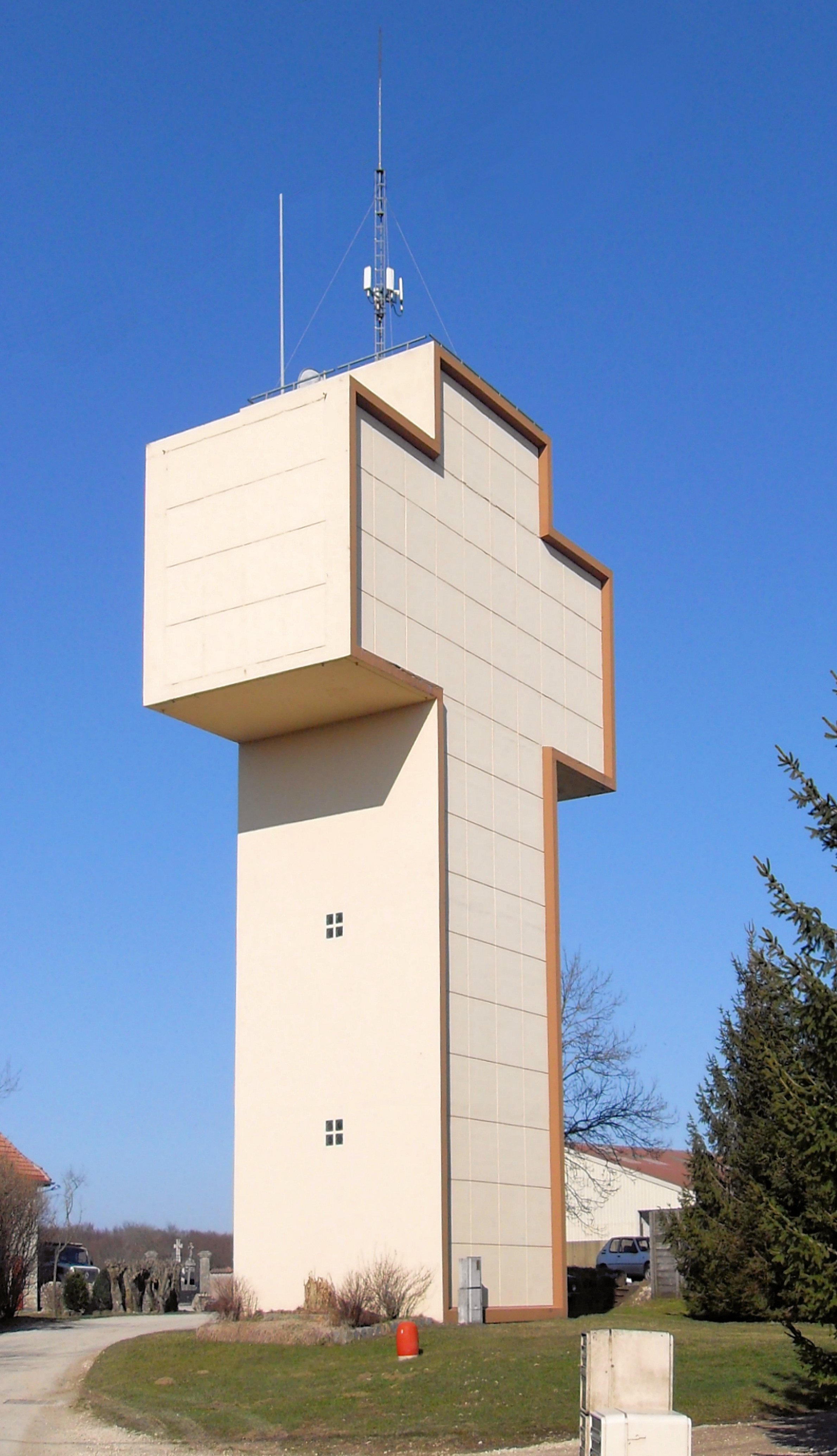
Kreuzförmiger Wasserturm in Croix (auf Deutsch: Kreuz)

Heute sind viele der noch erhaltenen Wassertürme bauliche und technische Denkmäler.
Eine Alternative zum Abriss alter und sanierungsbedürftiger Wassertürme ist deren Umnutzung. Zwar gehen dadurch oft die technischen Einbauten (Speicherbecken und Pumpenanlagen) verloren, aber so kann die Hülle erhalten werden. Beachtenswert ist der im Jahr 2006 umgebaute dänische Jægersborg Vandtårn.
Eine andere Möglichkeit ist, Wassertürme über ihre eigentliche Funktion hinaus auf andere Weise zu nutzen (Zusatznutzung).
Manche Wassertürme dienen etwa als Aussichtsturm; es gibt auch Wassertürme mit einem Turmrestaurant, wie dem Goldbergturm in Sindelfingen oder der Windrose in Viersen. Im Regelfall gelangen bei Wassertürmen mit Aussichtsplattform die Besucher mit einem Aufzug zur Aussichtsplattform.
Weit verbreitet ist auch die Nutzung sowohl von aktiven als auch von stillgelegten Wassertürmen als Standort von Sendeeinrichtungen im UKW-Bereich mit kleiner Leistung, wie für den nichtöffentlichen Landfunkdienst und den Mobilfunk. Der umgenutzte Heidelberger Fernsehturm diente ursprünglich als Wasserturm. Heute dient er als Grundnetzsender des SWR für UKW und TV. Auch der Wasserturm in Waldenburg wurde bis 2009 als Sendeturm genutzt.
Eine außergewöhnliche funktechnische Nutzung liegt beim Wasserturm Wolfersberg in Wien vor, der sowohl für Funkdienste im UKW-Bereich als auch für ein Funkfeuer im Langwellenbereich genutzt wird.
Eine ursprüngliche Mehrfachnutzung ist der Schornsteinbehälter, eine Kombination von Wasserturm und Schornstein. Der zylinderringförmige Wasserbehälter aus Stahl liegt typisch in etwa halber Höhe des Schlots und umgibt ihn koaxial. Meist trägt der Wasserbehälter ein flaches Kegeldach und am Zylindermantel eine Werbeschrift. Einen Nebennutzen kann ein gewisser Wärmestrom vom heißen Abgas zum Wasser hin bieten, wenn es gilt Einfrieren zu vermeiden.

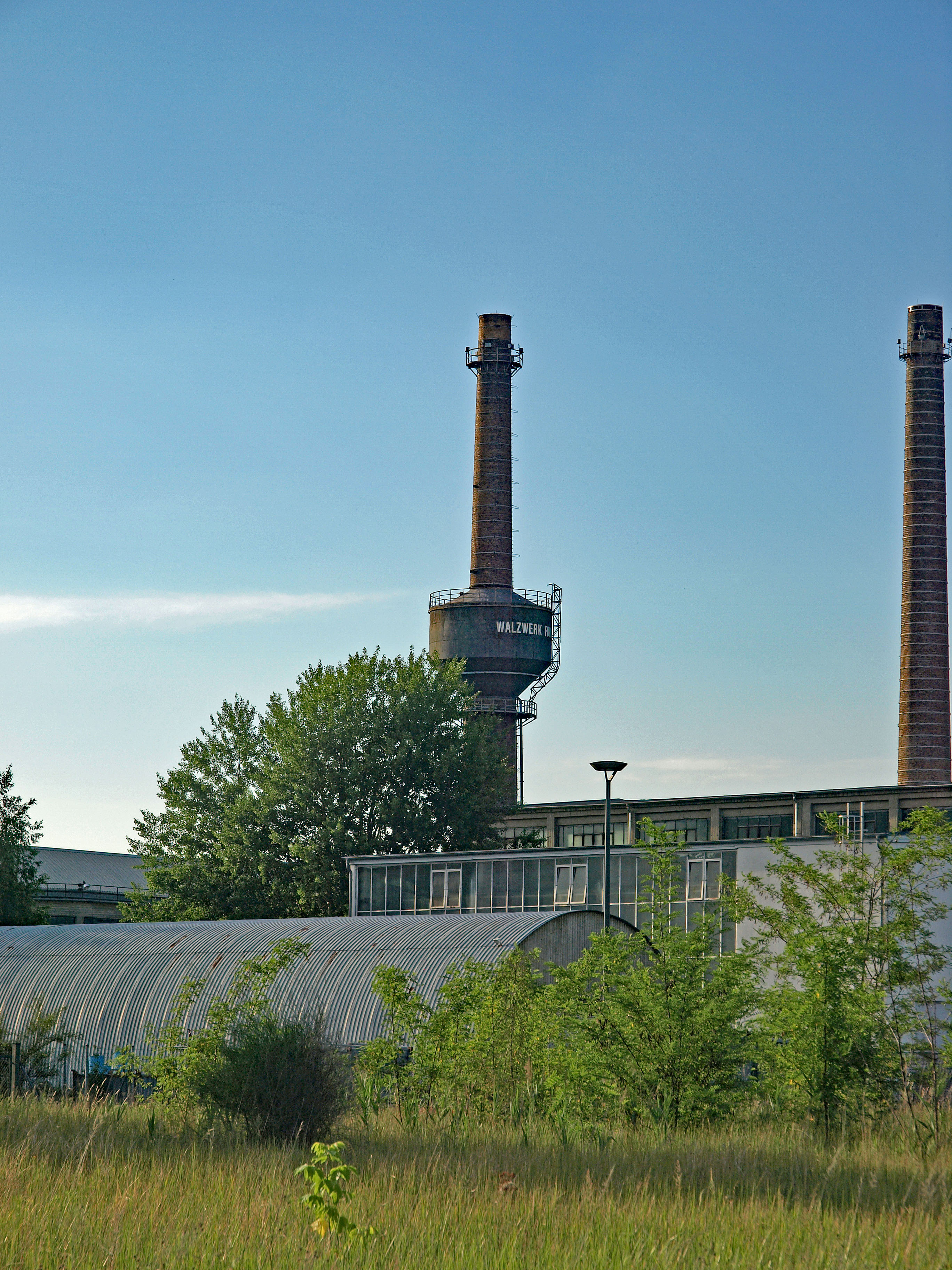
Schornstein mit Wasserbehälter des ehemaligen Walzwerkes Finow
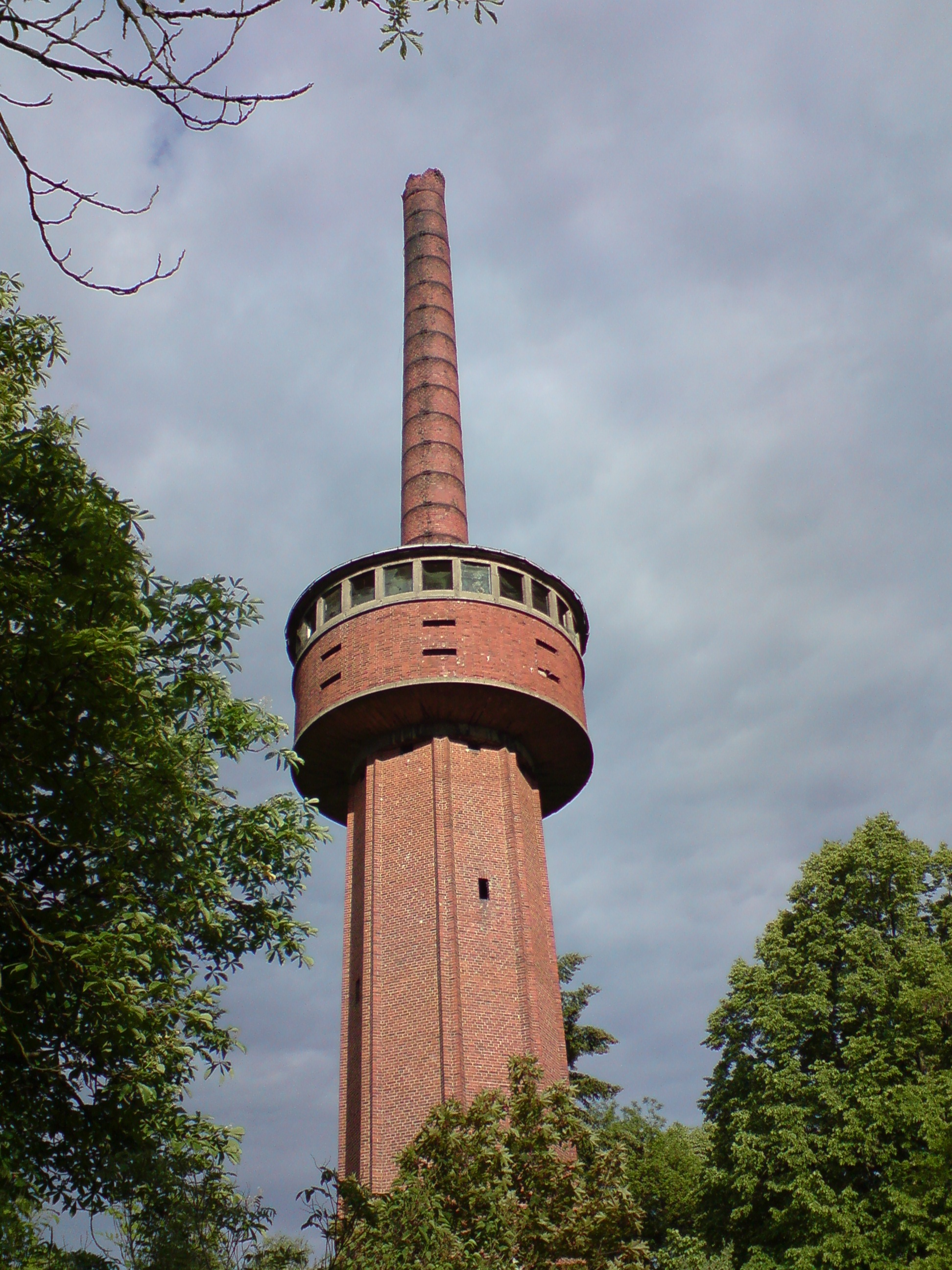
Wasserturm mit Schornstein der Heilstätten Grabowsee.
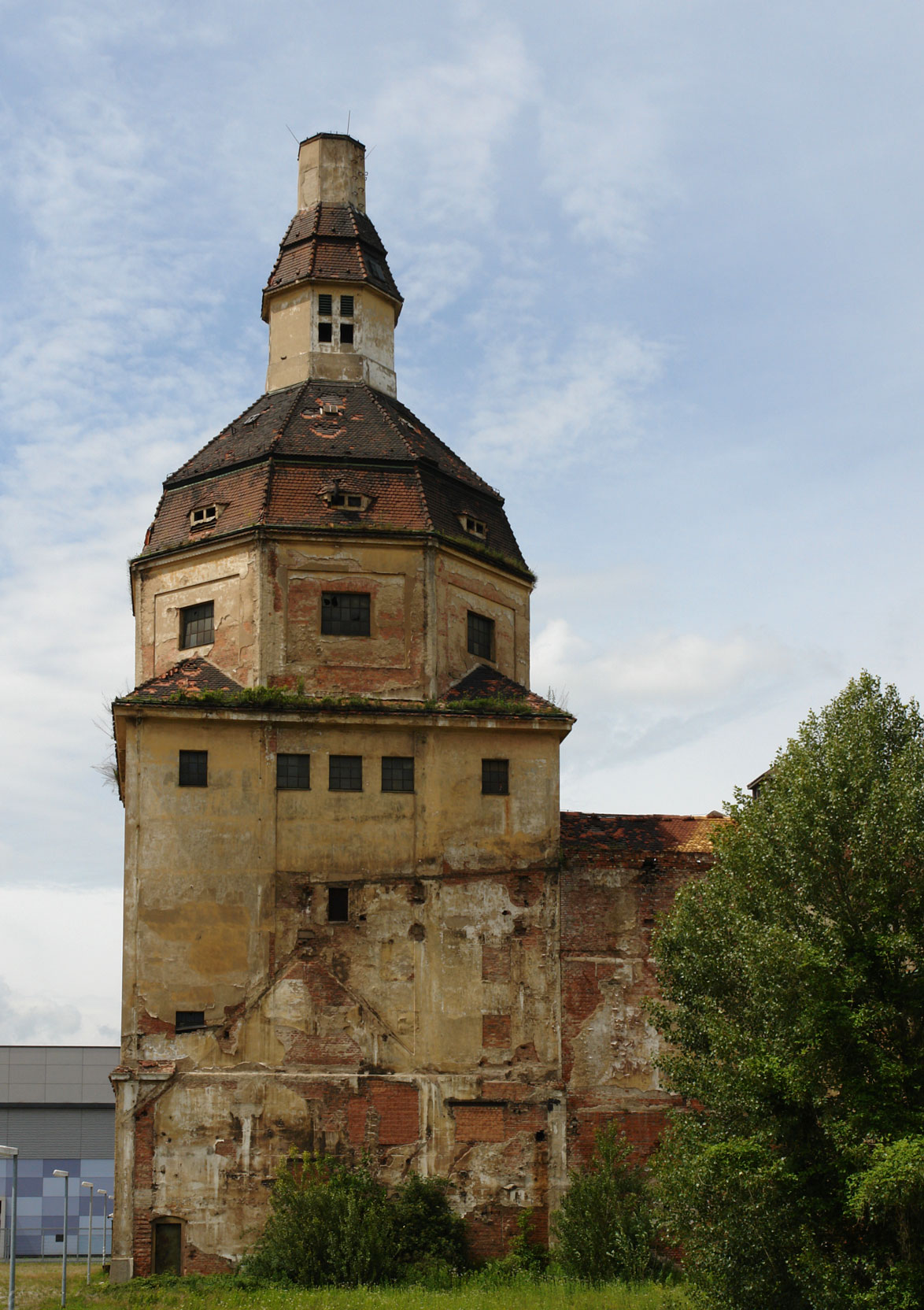
Schlachthofturm Dresden – Kesselhaus mit Wasserhochbehälter und Rauchaustrittsöffnung auf dem Dach
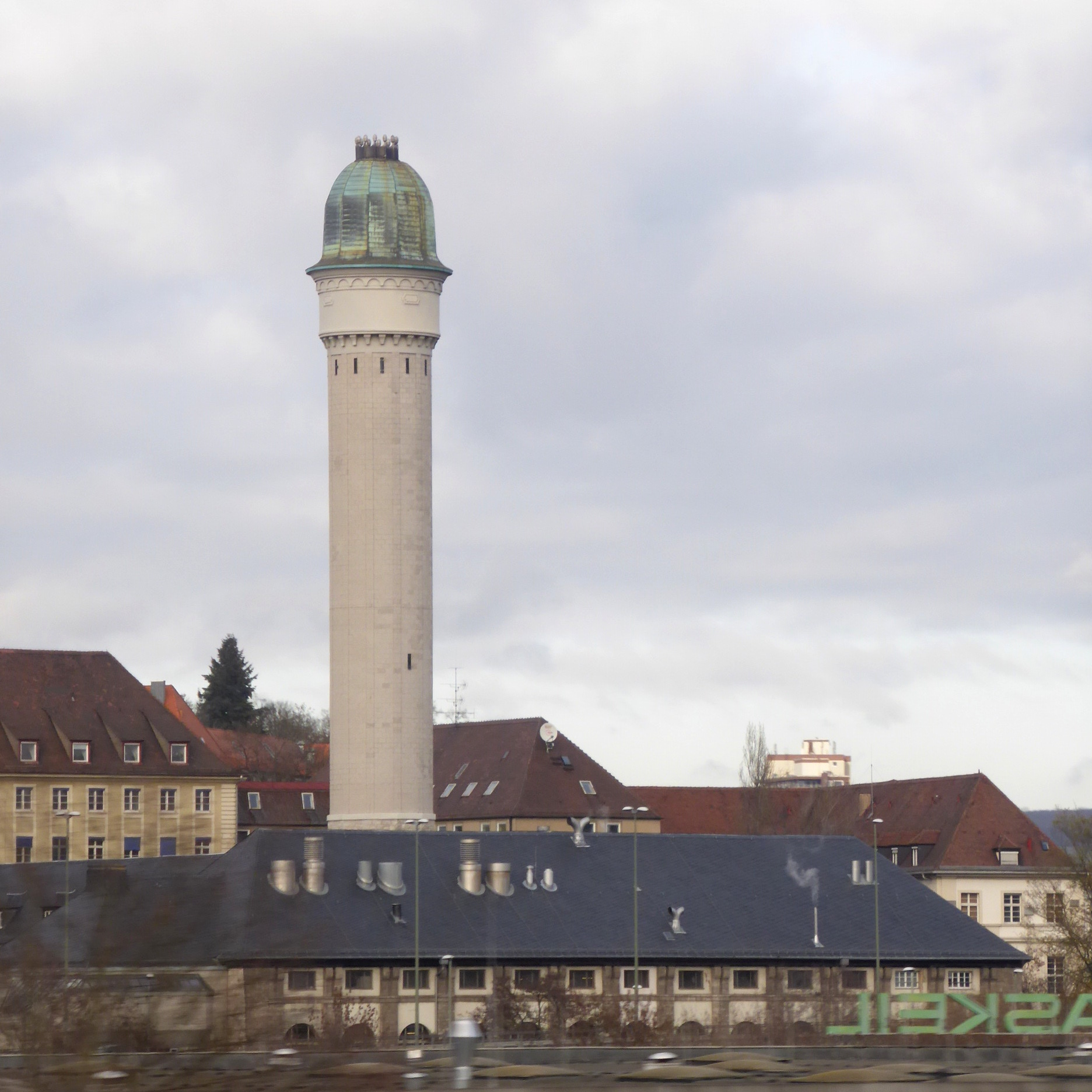
Kamin mit Wasserturm der Universitätsklinik Würzburg
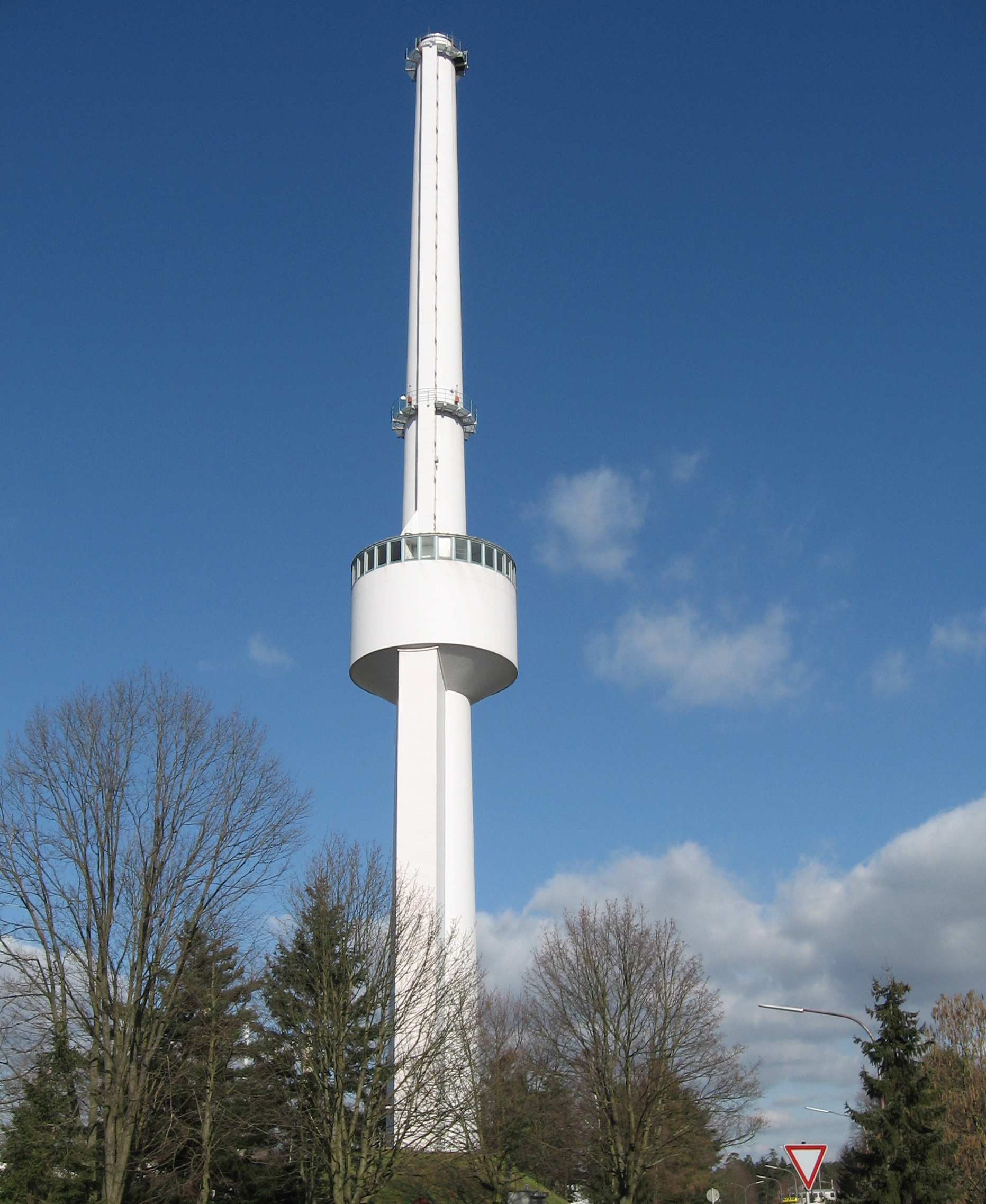
Abluftkamin des Forschungsreaktors des Karlsruher Institut für Technologie, der auch als Wasserturm dient

Viele Wassertürme werden von Naturschützern mit wenig Aufwand zu Brutplätzen für Vögel und andere Tiere umgebaut.

### Liste noch aktiver Wassertürme

#### Deutschland, Österreich, Schweiz
- Wasserturm Bruderholz in Basel, Schweiz
- Wasserturm am Bahnhof Berlin Ostkreuz
- Wasserturm im Natur-Park Südgelände in Berlin
- Wasserturm in Bremen-Blumenthal
- Wasserturm Sachsendorf, in Cottbus
- Wasserturm am Darmstädter Hauptbahnhof
- Wasserturm (Ausbesserungswerk Darmstadt)
- Wasserturm in Delmenhorst
- Neuer Wasserturm Dessau
- Bahnwasserturm im Eisenbahnmuseum Dresden
- Wasserturm Bergheim in Duisburg
- Wassertürme am Rangierbahnhof Wedau
- Wasserturm in Eilenburg
- Wasserturm in Emden
- Wasserturm (Eppelheim), Wahrzeichen der Stadt Eppelheim
- Wasserturm auf dem Burgberg in Erlangen
- Wasserturm in Forst (Lausitz)
- Wasserturm in Freiberg, Chemnitzer Straße
- Bismarckturm (Glauchau) und historistischer Wasserturm eines ehemaligen Altenheimes im „Ortsteil“ Forsthaus (bei Rothenbach)
- alter Wasserturm Gleina, 1906 im historistischen Stile eines mittelalterlichen Wartturmes errichtet
- Wasserturm in Görlitz, Pomologische Gartenstraße
- Wasserturm in Groitzsch
- Wasserturm Haberskirch
- Wasserturm Süd Halle (Saale)
- Wasserturm (Bahnbetriebswerk Hamburg-Altona), einer der jüngsten Wassertürme in Hamburg
- Wasserturm Hamburg-Rothenburgsort
- Wassertürme am Hellweg in Hamm
- Wasserturm (Böckingen), Wahrzeichen im Heilbronner Stadtteil Böckingen
- Wassertürme Herten
- Wasserturm des Bergwerks Ibbenbüren
- Wasserturm Kehl
- Wasserturm in Kist
- Rathausturm in Kornwestheim
- Wasserturm in Laupheim
- Wasserturm in Leer (Ostfriesland)
- Wasserturm in Leipzig-Probstheida
- Wasserturm (1905) im Park von Schlossanlage Tannenfeld in Löbichau
- Wasserturm Lübecker Wasserkunst (1867)
- Wasserturm in Machtolsheim
- Wasserturm an der Viersener Straße in Mönchengladbach sowie Wassertürme in Dahl und an der Wickrather Straße (die ehemalige Pumpenwärterwohnung im erstgenannten Wasserturm wurde umgenutzt und wird Künstlern als Atelier jeweils für jeweils zwei Jahre kostenlos zur Verfügung gestellt)
- Wasserturm in Mühlheim am Main
- Wasserturm im Geistviertel in Münster
- Wasserkugel Deutzen in Neukieritzsch
- Wasserturm in Neuwied-Engers
- Wasserturm in Norden
- Wasserturm auf Norderney, unter Denkmalschutz gestelltes Gebäude, erbaut 1929
- Wasserturm Offenbach am Main
- Wasserturm Oldenburg-Donnerschwee, erbaut 1896
- Wasserturm in Plankstadt
- Wasserturm (Radebeul), ein technisches Denkmal
- Wasserturm (Rastatt), Wasserturm in Rastatt
- Wasserturm Rüthen
- Wasserturm in Reichenbach (Vogtland)
- Wasserturm auf dem Lindenberg in Salzgitter-Thiede
- Wasserturm Sayda
- Goldbergturm in Sindelfingen
- Wasserturm Speyer
- Tammer Wassertürme
- Wasserturm Waiblingen
- Biebricher Wasserturm in Wiesbaden-Biebrich
- Wasserturm mit Pumpenwindrad bei Willegassen/Schönthal
- Wasserturm in Zerbst/Anhalt
- Wasserturm des Hauptbahnhofes Graz, denkmalgeschützt in Graz-Lend, Steiermark
- Wasserturm Wels, Oberösterreich
- Wasserturm Wiener Neustadt, Wahrzeichen der Stadt, Niederösterreich

#### Andere Länder
- Turm der Kirche Buléon in der Bretagne, Frankreich
- Wasserturm (Gliwice), Oberschlesien, Polen, ein neogotisches Gebäude
- Wasserturm (Iosefin), unter Denkmalschutz stehender Wasserturm in Temeswar, Rumänien

### Liste inaktiver Wassertürme

#### Deutschland, Österreich, Schweiz
- Wasserturm Belvedere in Aachen → Büroräume und Restaurant
- Wasserturm in Alsdorf → CINETOWER Kinopark Alsdorf
- Wasserturm in Anklam → Wohnung
- Wasserturm in Athensleben bei Staßfurt → Aussichtsturm
- Wasserturm (Bad Doberan) → Wohnungen
- Wasserturm (Bad Soden) → Naturkundeausstellung
- Wasserturm in Bad Schwartau → Archiv der Schwartauer Werke
- Bardenberger Wasserturm → privat
- Wasserturm Bebra → Museum
- Wasserturm am Obersee in Berlin-Alt-Hohenschönhausen → Weinstube/Bar und Wohnung
- Wasserturm Tempelhofer Berg, Kreuzberg (Berlin) → Jugend-, Kultur- und Kommunikationszentrum
- Wasserturm Prenzlauer Berg, Berlin → Wohnungen
- Wasserturm in Berlin-Steglitz → Wetterstation der Freien Universität Berlin
- Wasserturm in Berstadt → Volkskundemuseum
- Wasserturm in Bexbach → Museum
- Wasserturm von Bischofsheim → Baudenkmal
- Wasserturm Bocholt → Baudenkmal, teilweise umgenutzt als Schulgebäude
- Wasserturm Borkum → Baudenkmal, Umbau zum Wassermuseum[15]
- Wasserturm auf dem Wäschberg in Bräunsdorf
- Wasserturm auf dem Giersberg in Braunschweig → Baudenkmal
- Wasserturm Blumenthal in Bremen → Baudenkmal, Kindertagesstätte im EG
- Wasserturm Vegesack in Bremen → Baudenkmal
- Wasserturm auf dem Werder in Bremen → „Leuchtturmprojekt“ eines Wohn- und Büroviertels
- Leher Wasserturm, Hafenstraße, Bremerhaven → verkauft an Nordsee-Zeitung
- Leher Wasserturm, Langener Landstraße, Bremerhaven → in Privatbesitz
- Wasserturm Bremerhaven-Geestemünde → Restaurant
- Wohnwasserturm Bremerhaven-Wulsdorf
- Wasserturm von Braunsdorf (Niederwiesa) → Wohnung
- Taurasteinturm Burgstädt → Aussichtsturm und Galerie
- Wasserturm Crailsheim als Teil des ehemaligen Bahnbetriebswerks Crailsheim → Gaststätte
- Wasserturm Cuxhaven mit Wohnungen und Seminarraum
- Wasserturm in Cuxhaven-Lüdingworth→ Ferienwohnung
- Wasserturm in Demmin → Astronomiestation mit Sternwarte und Zeiss-Planetarium
- Alter Wasserturm in Dessau → Landeshauptarchiv Sachsen-Anhalt
- Wasserturm des Dortmunder Südbahnhofs → Büroräume, Ladengeschäft, Ausstellungsräume
- Wasserturm Klotzsche in Dresden → Wohnungen
- Wasserturm in Düren, Stadtteil Merken → Wohnungen
- Wasserturm in Ebersbach-Neugersdorf → Wohnungen
- Wasserturm in Eberswalde-Finow → Bau- und Industriedenkmal, Aussichtsturm Messingwerk Finow
- Wasserturm Eichwalde → Wohnung, Büroraum
- Wasserturm Eilsleben → Vereinsnutzung
- Wasserturm Elmshorn in Elmshorn → Kerzenzieherei und Bistro
- Wasserturm (Eppelheim) → Trauzimmer und Museum
- Wasserturm in Erkelenz → privater Wohnturm
- Wasserturm in Essen-Bredeney → Wohnungen und Büroräume
- Wasserturm in Essen-Steele → private Galerie
- Wasserturm Frankfurt-Eschersheim → Versammlungsraum
- Wassertürme in Fürstenwalde/Spree → Wohnungen und Büroräume[16]
- Wasserturm in Genthin → Aussichtsturm und Touristinfo
- Wasserturm in Gersthofen → Ballonmuseum Gersthofen
- Wasserturm (Grimmen) → Erdgeschoss Stadtinformation, Turmgeschoss Versammlungsraum
- Wasserturm Groß-Gerau → Büroräume
- Wasserturm Groß Lafferde → Trauzimmer und Museum
- Wasserturm Gütersloh → Jugendcafé/Seminarräume
- Städtischer Wasserturm Hagenow → Wohnungen
- Wasserturm Halle (Saale) Hauptbahnhof → Werbeträger für den Bergzoo Halle (Saale)
- Wasserturm Halle (Saale) Nord → technisches Denkmal, Vereinsräume
- Wasserturm im Hamburger Stadtpark → Planetarium
- Wasserturm Hamburg-Stellingen → Wohnungen
- Schanzenturm im Schanzenpark in Hamburg-Sternschanze → Hotel
- Wasserturm Hannover → Event- und Veranstaltungszentrum
- Wasserturm in Hannover-Misburg → Probenräume
- Wasserturm Heide in Holstein → Büroräume, Standesamt
- Wasserturm Hochfeld in Duisburg → Restaurant
- Wasserturm in Hochheim am Main → Gastronomie
- Wasserturm Hohenbudberg → privater Wohnturm
- Wasserturm Hohenlockstedt → Aussichtsturm und Teil eines Museums
- Wasserturm Hohenschönhausen → Bar, Wohnung
- Wasserturm in Husum → Aussichtsturm
- Wasserturm in Joachimsthal, Land Brandenburg → Biorama-Projekt
- Wasserturm in Kirchberg (Hunsrück) → wird zurzeit für eine gastronomische Nutzung umgebaut
- Wasserturm in Kirchmöser → Museum
- Wasserturm in Kempten (Allgäu) → soll zu einem Aussichtsturm umgebaut werden
- Wasserturm in Konstanz-Allmannsdorf, Otto-Moerike-Turm → Jugendherberge
- Wasserturm in Konstanz, Stromeyersdorf → Büroräume[17]
- Wasserturm Ravensberg in Kiel → Wohnraum
- Wasserturm Köln → Hotel
- Wasserturm (Köln-Stammheim) → Wohnungen
- Wasserturm Langeoog
- Wasserturm in Leinefelde → Rathaus
- Wasserturm in Lingen (Ems) → Baudenkmal
- Wasserturm in Lippstadt → Baudenkmal
- Wasserturm in Löderburg bei Staßfurt → Aussichtsturm
- Wasserturm in Lüneburg → soziales Zentrum
- Salbker Wasserturm in Magdeburg → Künstlerwerkstatt
- Wasserturm Malchin
- Wasserturm (Mannheim) → zentral als Wahrzeichen des Fortschritts errichtet
- Wasserturm in Meerbusch Stadtteil: Lank-Latum → ehemalige Zelluloidfabrik
- Wasserturm (Mölln) → Aussichtsturm mit diversen Ausstellungen
- Wasserturm Rheindahlen in Mönchengladbach → Museum zu steinzeitlichen Fundstätten des Niederrheins
- Aquarius-Wassermuseum in Mülheim an der Ruhr → Museum
- Wasserturm in Nauen → Wohnung
- Wasserturm in Neunkirchen (Saar) → Kulturzentrum
- Neu-Ulmer Wasserturm → Baudenkmal
- Wasserturm (Neustrelitz) → Büro und Wohnung
- Wasserturm in Nienburg/Weser → Wohnungen
- Wasserturm in Nörvenich-Wissersheim → Einfamilienwohnhaus
- Wasserturm in Oberhausen → Büros und Wohnung
- Bahnwasserturm Oldenburg Hafen → Büroräume
- Wasserturm in Pfalzfeld → Wohnung
- Wasserturm Plön → Ferienwohnung
- Wasserturm am Hauptbahnhof Potsdam → Café, Bistro
- Wasserturm in Prenzlau → Umnutzung wird angestrebt, 2004 Konservierung der Fassade durch Stadtwerke Prenzlau
- Wasserturm im Bahnhof Radeberg → Technisches Denkmal, Typ Intze 1, Wasserbehälter (ca. 52 cbm) noch im Turm befindlich
- Wasserturm in Rheinbach → Künstleratelier
- Wasserturm Rostock → Jugendbegegnungsstätte und Depot (Sammlung des kulturhistorischen Museums)
- Wasserturm Schwetzingen → Wohnungen
- Wasserturm in Seligenstadt → Funkantennen
- Wasserturm in Siebenlehn → Aussichtsplattform im Hochbehälter
- Wasserturm in Siegburg → gewerbliche Nutzung mehrerer Firmen
- Wasserturm in Solingen → Lichtturm, Labor und Veranstaltungsort
- Wasserturm in Spremberg → Wohnungen
- Wasserturm Strasburg → Hotel und Restaurant
- Wasserturm auf dem Petrisberg in Trier → Aussichtsturm
- Wasserturm am Bahnhof Treffurt in Treffurt → Wohnungen
- Wasserturm in Uetersen → Baudenkmal
- Wasserturm in Uevekoven → Wohnung und Architekturbüro
- Wasserturm in Utscheid → Ferienwohnung
- Wasserturm in Viersen (Windrose) → Restaurant
- Wasserturm in Visselhövede → Galerie und Standesamt.
- Wasserturm in Waren/Müritz → Ferienwohnungen.
- Wasserturm (Walle) → Wohnungen
- Wasserturm (Worms) → Wohnungen
- Wasserturm des LKH Graz Süd-West → Landeskrankenhaus, Steiermark
- Wasserturm der Papierfabrik Brigl & Bergmeister, Niklasdorf, Steiermark (62 Meter hoch; fertiggestellt 1952)
- Wasserturm Favoriten in Wien → Ausstellungsraum, der Behälter wurde als Hallraum für Saxofonspiel genutzt

#### Andere Länder
- Wasserturm Allenstein im heutigen Olsztyn, Polen, zukünftig Uhrenmuseum der Stadt
- Wasserturm Breslau, Polen, Gastronomie geschlossen
- Wasserturm in Irkutsk, Ortsteil Perwomajski → Vereinsheim und Kletterwand des Höhlenforscherklubs
- Wasserturm in Opole → Museum/Aussichtsturm
- Wasserturm Rauschen, ehemaliges Ostpreußen, heute Sanatorium
- Wasserturm Zabrze, Polen → Wohnungen (geplant)

## Weitere Listen
- Liste von Bahnwassertürmen in Deutschland
- Liste von Wassertürmen in Baden-Württemberg
- Liste der Wassertürme in Berlin
- Liste der Wassertürme in Hamburg
- Liste der Wassertürme in Mannheim
- Liste der Wassertürme in Schleswig-Holstein
- Wassertürme im Kreis Düren
- Liste der Schornsteinbehälter

## Relevante Normen / Regelwerke
- Normenausschuß Wasserwesen [NAW] im DIN Deutsches Institut für Normung e. V. (Hrsg.): Wasserversorgung – Anforderungen an Systeme und Bestandteile der Wasserspeicherung; Deutsche Fassung EN 1508:1998. Beuth Verlag GmbH, Berlin, Wien, Zürich 1998.
- DVGW e. V. (Hrsg.): Technische Regel Arbeitsblatt W 300, Wasserspeicherung – Planung, Bau, Betrieb und Instandhaltung von Wasserbehältern in der Trinkwasserversorgung. Wirtschafts- und Verlagsgesellschaft Gas und Wasser mbH, 2005, ISSN 0176-3504.